# Éétès
Éétès, parfois écrit Æetès (grec ancien : Αἰήτης, Aiêtês), est une figure de la mythologie grecque, connu principalement comme le roi de Colchide que Jason et les Argonautes doivent affronter avant de voler la Toison d'or. Il est le fils d'Hélios ; l'identité de sa mère (ainsi que de son épouse) varie selon les auteurs de l'Antiquité, mais elle est généralement acceptée comme étant une nymphe. Au sens propre, Éétès est un demi-dieu, frère de la magicienne Circé, de Pasiphaé, épouse du roi Minos de Crète, et de Persès.
Son père Hélios fait de lui le premier roi de Corinthe mais Éétès préfère abandonner la Grèce pour rejoindre la Colchide. Il y crée un royaume riche et puissant et règne depuis sa capitale Aïa (identifiée par certains avec Koutaïssi). C'est un souverain impitoyable, pratiquant les sacrifices humains ; il est également l'ami de certains dieux, tels qu'Héphaïstos et Arès.
Éétès accueille Phrixos et prend possession de la toison d'or. Des années plus tard, Jason et les Argonautes débarquent en Colchide pour obtenir la toison. Le roi n'accepte de la leur donner qu'au prix d'épreuves que Jason doit accomplir. La trahison de la fille du roi, Médée, permet aux Argonautes de voler la toison d'or et de prendre la fuite. D'autres versions du mythe ont ajouté deux affrontements entre Éétès et son frère Persès, le roi de Scythie : une première fois où Persès est défait par une alliance gréco-colchidienne et une seconde qui amène le renversement d'Éétès. Dans cette seconde version, c'est Médée (et possiblement Jason) qui retourne en Colchide et aide son père à retrouver sa couronne.
Éétès apparaît pour la première fois dans l'Odyssée d'Homère comme un roi magicien. De nombreux auteurs, tels qu'Hésiode, Eumélos, Mimnerme et Sophocle, ont développé les mythes entourant le roi de Colchide. Avec Apollonios de Rhodes et ses Argonautiques, Éétès devient un thème populaire de la mythologie grecque. Les Romains ont encore ajouté au mythe avec, entre autres, le conflit entre Éétès et son frère. Seul Diodore de Sicile, au Ier siècle avant notre ère, mentionne la mort du roi, aux mains des Argonautes.
Progressivement, Éétès a évolué d'une figure mythique, impitoyable, cruelle et ennemie des Grecs, à un roi semi-légendaire. Les historiens et géographes romains et byzantins l'ont considéré comme un personnage historique. Les historiographes géorgiens modernes identifient chez Éétès le symbole d'un roi (ou d'une dynastie) qui a mené la Colchide vers la prospérité avant la colonisation grecque du Pont-Euxin, constituant ainsi un empire allant de l'Anatolie à la Crimée et incluant de nombreuses colonies à travers la mer Méditerranée.

## Anthroponymie

### Attestations
Homère est le premier auteur connu à citer Éétès dans l'Odyssée (chant X, 137, etc.) : « Aiétès aux perfides pensées ».

### Étymologie
Il y a plusieurs hypothèses sur l'étymologie du nom Aiêtês (grec ancien : Αἰήτης) :
- La version la plus commune rapprocherait ce nom du mot grec αἰετός, aïetos « aigle » (graphie ionienne utilisée par Homère pour le mot ἀετός, aetos[2]).

Le mot Aïetos aurait d'abord été utilisé pour décrire la « rivière qui ravage les plus belles contrées du Caucase » (d'après l'historien Ἀγροίτας (Agroitas, Agroetas (en)) de Cyrène qui a écrit un ouvrage sur la Scythie (Σκυθικά, Skuthika) et sur la Libye (Λιβυκά, Libuka) ou Description de la Libye)[réf. nécessaire] (pour Agroitas, voir aussi).
Certains sont allés jusqu'à faire des rapprochements avec l'aigle qui torture tous les jours Prométhée dans les montagnes du Caucase.
D'autres ont mis en avant des découvertes archéologiques indiquant une vénération de l'aigle dans la Colchide de l'Âge du bronze ainsi qu'une utilisation populaire de la fauconnerie comme méthode de chasse.
Enfin, certains ont fait un lien avec le nom de la magicienne Circé, sœur d'Éétès, dont le nom en grec ancien est Κίρκη. Pour Judith Yarnall, « Circe (Kirke) est la forme féminine de kirkos, qui signifie « faucon ». Le mot kirkos a également un sens secondaire « cercle », peut-être suggéré à l'origine par le vol des faucons. » (« Circe (Kirke) is the feminine form of kirkos, meaning falcon or hawk. Kirkos also has a secondary meaning - cercle - perhaps originally suggested by the wheeling flight of hawks »). Le dictionnaire Bailly propose deux versions de l'article kίρκος, kirkos : dans la version de 1995 (page 1094), le premier sens donné est « sorte de faucon » (Homère, Iliade, 22, 139 ; Odyssée, 15, 526) et « sorte de loup ». Le second est « anneau ». Le verbe κιρκόω, kirkόô a pour sens « enserrer dans un anneau ». Dans une autre version (non datée), le premier sens donné est « cirque » mais c'est un sens d'époque romaine. Les seconds, analogiques, sont « sorte de faucon, qui plane en tournant » et « sorte de loup ». La notion de « cercle, tourner en cercle » semble être première.
- L'ancien nom de la Colchide est Aïa[8].

Certains le considèrent comme un dérivé de Γαῖα (« Terre »).
L'historien Francisco Rodríguez Adrados trouve un lien direct entre le nom du roi de Colchide et celui de sa capitale, donnant à Éétès l'étymologie de « souverain d'Aïa ».
Cette version a été reprise par le byzantinologue Valeri Assatiani qui, en plus, a comparé le lien Αἰα/Αἰήτης (Aïa/Éétès) à Ἀσία/Ἀσιάτης (Asie/Asiate).
- Donald Rayfield, tentant de trouver un lien entre le roi et le folklore local, voit dans Éétès la racine de Khaïte, la divinité des mers dans l'ancienne religion polythéiste abkhaze[12].
- En 1903, le professeur géorgien Mikheïl Tamarachvili, en étudiant les textes assyriens, a découvert la mention de deux rois de Colchide, Haétus et Reta, qui contiennent tous deux la racine et[13].
- Certains voient une ressemblance entre « Éétès » et « Hattusili », un nom porté par plusieurs souverains hittites de l'Âge du bronze, dont Hattusili III qui aurait été le contemporain de l'expédition des Argonautes en Colchide[14].

Au Ier siècle, le géographe Strabon, en visite en Colchide, note la popularité du nom Éétès à travers la région, mais rien n'indique si ce nom s'est répandu avant ou après la vulgarisation du mythe du roi. Ce nom reste populaire jusqu'au VIe siècle quand le prince Éétès se distingue lors de la guerre lazique.

## Éétès: le mythe
Le mythe d'Éétès est lié à l'épopée des Argonautes.
Homère fait de lui un « magicien », frère de Circé. Homère mentionne également le voyage des Argonautes dans son Iliade, ce qui indique une légende antérieure au VIIIe siècle avant notre ère.
Hésiode décrit dans sa Théogonie non seulement la généalogie du roi colchidien, mais aussi l'arrivée de Phrixos et de la toison d'or de Chrysomallos en Colchide et la mission de Jason. Hésiode, toutefois, fait de l'enlèvement de Médée la principale mission de Jason en Colchide.
Aux VIIIe et VIIe siècles avant notre ère, au début de la période hellénique, le mythe d'Éétès connaît de nombreuses variations.
- Mimnerme (VIIe siècle) ne mentionne pas la Colchide. Éétès est le souverain d'Aïa, une île à l'est de l'Océan, au bord de la Terre[20]. Il mentionne l'affrontement entre les Argonautes et Éétès pour la possession de la toison d'or[17].
- Phérécyde de Syros est à l'origine du mythe des dents de dragon collectées par Cadmos et obtenues par Éétès plus tard[17], il est aussi le premier à mentionner le meurtre du prince Absyrte aux mains des Argonautes[21].

Les Naupacties, une œuvre anonyme du VIe siècle, ont directement influencé Pindare et Apollonios de Rhodes, mais font du roi un personnage plus violent que les ouvrages antérieurs.
En 462, Pindare rédige sa IVe Pythique, une ode en l'honneur de la victoire du roi Arcésilas IV de Cyrène. C'est le premier récit détaillé du voyage des Argonautes. Ce poème aurait inspiré Apollonios de Rhodes pour ses Argonautiques. Apollonios s'inspire aussi du style homérique : Éétès et Médée sont comparés à Minos et Ariane et la description d'Éétès et de son armure rappellent celle des héros de l'Iliade.
Hérodote a également mentionné le roi de Colchide et l'enlèvement de Médée par Jason.
Il existe aussi deux pièces de théâtre perdues de Sophocle, Colchide et Les femmes de Colchide, dont les fragments révèlent les lamentations de Médée qui a trahi son père,.
Au IIIe siècle avant notre ère, les Argonautiques d'Apollonios de Rhodes sont à l'origine de la popularité du mythe. Celui-ci s'était déjà propagé pendant l'époque hellénistique auparavant.
Callimaque de Cyrène, un contemporain d'Apollonios, a rédigé plusieurs poèmes en opposition à ce dernier ; il fait d'Éétès un roi colérique dans son Aitia. On ignore si cet ouvrage a été publié avant ou après les Argonautiques.
Pausanias le Périégète, dans une scholie à Apollonios de Rhodes, cite le poète semi-légendaire Eumélos de Corinthe qui aurait écrit sur l'origine corinthienne d'Éétès aux alentours de 750 avant notre ère.
Les auteurs romains ont repris le mythe d'Éétès. De nouveaux faits sont donnés sur la vie du roi. Ainsi, Strabon, Tacite, Justin, le pseudo-Apollodore, Caius Julius Hyginus et Cicéron ont mentionné son règne, ainsi que son renversement par son frère.
Au Ier siècle avant notre ère, Diodore de Sicile, dans sa Géographie est le seul auteur à relater la mort du roi, tué par les Argonautes.
Le Papyrus d'Oxyrhynque est un ensemble de papyrus découvert en Égypte ; le no 4712 date du Ier siècle : « 116 fragments d'un rouleau de papyrus écrit au début du premier siècle semble être un poème épique hellénistique sur un thème argonautique. Les fragments 1 et 2 semblent traiter d'un rêve, dans lequel Médée voit Jason se faire massacrer par les taureaux d'Éétès (une scène très similaire au célèbre rêve de Médée dans Ap. Rhod. 3.616-6362). ».
Caius Valerius Flaccus (Ier siècle) a décrit la situation politique en Colchide lors de l'arrivée des Argonautes, dont l'invasion des Scythes.

### Généalogie et famille

#### Selon les premiers auteurs grecs
La généalogie du roi Éétès a évolué et changé au fil des siècles, et chacun des anciens auteurs gréco-romains ayant abordé son mythe a modifié la composition de la famille du roi de Colchide. À travers le développement de la mythologie, le seul personnage constant est Hélios, le dieu et personnification du soleil, faisant d'Éétès un demi-dieu. Homère est le premier poète à citer une partie de la généalogie d'Éétès. Selon lui, il est fils d'Hélios et de Persé, l'une des 3 000 Océanides, fille de l'Océan et est le seul frère cité de Circé, elle-même considérée comme une déesse vivant sur l'île d'Ééa. Hésiode écrit quant à lui
« La glorieuse fille de l'Océan, Persé donna au Soleil infatigable Circé et le monarque Éétés. Éétés, fils du Soleil qui éclaire les mortels, épousa, d'après le conseil des dieux, Idyie aux belles joues, cette fille du superbe fleuve Océan, Idyie, qui, domptée par ses amoureuses caresses, grâce à Vénus à la parure d'or, enfanta Médée aux pieds charmants. »

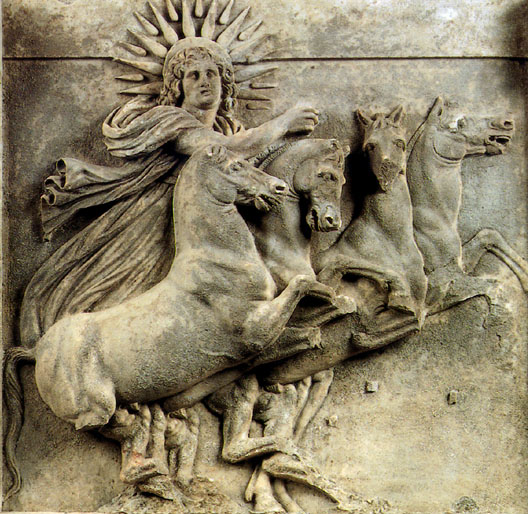
Hélios, dieu du Soleil, est reconnu comme père d'Éétès par l'unanimité des auteurs antiques.

Hésiode confirme ainsi la version d'Homère et rajoute Idyie, la plus jeune des Océanides (et donc la tante d'Éétès), comme épouse du roi et mère de Médée, la première mention de celle-ci comme fille d'Éétès. Dans des fragments d'un autre ouvrage d'Hésiode cité dans la scholie d'Apollonios de Rhodes, celui-ci rajoute Iophossa comme fille d'Éétès et épouse de Phrixos, avec qui elle donne naissance à quatre enfants. Iophossa n'apparaît toutefois pas dans les versions ultérieures. Les Naupacties mentionnent la princesse Médée de Colchide, sans pour autant faire d'elle la fille du roi. Dans les fragments de ce texte, on trouve une certaine Eurilite comme épouse d'Éétès et mère d'Absyrte. Selon W. Preston, ce nom n'est qu'une version archaïque d'Astérodie, la reine de Colchide et nymphe caucasienne citée par Apollonios de Rhodes. Épiminède nomme Éphyra comme mère d'Éétès : celle-ci est soit une Océanide (selon Simonides de Céos), soit une Néréide qui épouse en premières noces Épiméthée. Une autre version, aussi trouvée dans la scholie des Argonautiques, donne Thétis (la Néréide mère d'Achille) comme femme d'Éétès.
| Épiménide       | Homère           | Hésiode   | Hésiode   | Naupacties |   |   |
| Épiménide       | Homère           | Théogonie | Fragments | Naupacties |   |   |
| Parents         | Hélios et Éphyra | ✓         |           |            |   |   |
| Parents         | Hélios et Persé  |           | ✓         | ✓          |   |   |
| Frères et sœurs | Circé            |           | ✓         | ✓          |   |   |
| Épouse          | Idyie            |           |           | ✓          |   |   |
| Épouse          | Eurilite         |           |           |            |   | ✓ |
| Enfants         | Médée            |           |           | ✓          |   |   |
| Enfants         | Iophossa         |           |           |            | ✓ |   |
| Enfants         | Absyrte          |           |           |            |   | ✓ |

#### Apollonios de Rhodes et autres

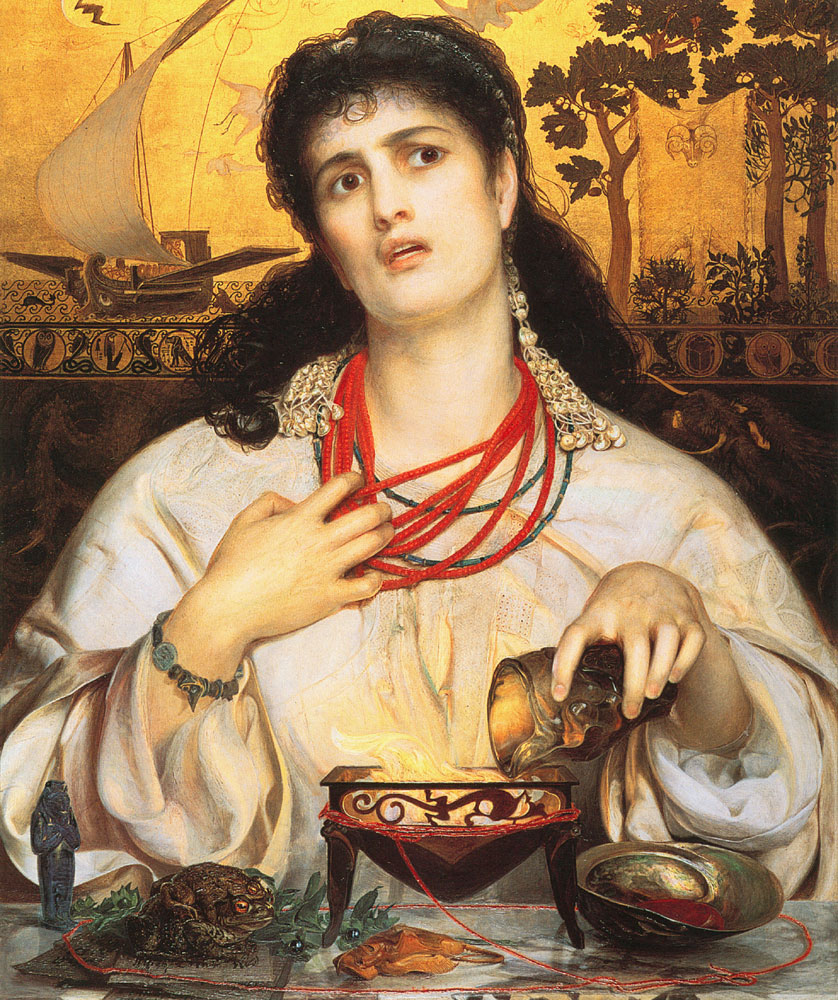
Médée est la fille aînée d'Éétès.

Sophocle adresse partiellement la généalogie d'Éétès dans les fragments découverts de sa pièce Les Scythes. Dans ce texte, il fait de Circé, Médée et Absyrte les enfants d'Éétès. Circé a traditionnellement été incluse non pas comme la fille, mais comme la sœur du roi, mais cette version est néanmoins répétée par Denys de Milet au Ve siècle avant notre ère. Sophocle assigne deux épouses au roi de Colchide : la Néréide Néère comme mère d'Absyrte et Idyie (ou Eydouia) comme la mère de Médée. Denys de Milet remplace Absyrte par Égile, souvent considéré comme un synonyme, et nomme Hécate reine de Colchide. Cette Hécate est la nièce d'Éétès, fille de Persès, mais elle est souvent associée à la déesse de la magie et protectrice de la Colchide.
Pindare ne cite que Médée comme fille d'Éétès dans ses IVe Pythiques. Une scholie à ses Odes olympiques, par la suite reprise par Diophante d'Alexandrie dans un commentaire aux Argonautiques d'Apollonios, nomme Antiope comme femme d'Hélios et mère d'Éétès et d'Aloée. Ce dernier hérite plus tard du royaume d'Asopia et donne naissance à Épopée de Sicyone. Apollonios de Rhodes est le premier à établir une généalogie concrète : selon lui, Éétès est le fils d'Hélios et Persé, le frère de Circé et de Pasiphaé et le père d'Absyrte, Médée et Chalciope. Absyrte, l'aîné des fils royaux, est fils d'Astérodie, la nymphe caucasienne et première reine de Colchide. Quand Astérodie disparaît, Éétès épouse Idyie, la plus jeune des nymphes, qui devient la mère des deux filles Médée et Chalciope. L'historienne Nestan Egetashvili trouve un lien entre les noms « Astérodie » et « Astérion », un dérivé du grec ancien ἀστέριος (« étoilée ») et note le fait que Nonnos de Panopolis au Ve siècle nomme les habitants du Caucase « Astériens », indiquant un lien entre la Colchide et le culte des étoiles.
| Argonautiques   | Argonautiques     | Scholie |   |   |   |   |   |
| Parents         | Hélios et Éphyra  |         |   |   |   | ✓ |   |
| Parents         | Hélios et Persé   |         |   | ✓ | ✓ |   |   |
| Parents         | Hélios et Antiope |         | ✓ |   |   | ✓ |   |
| Parents         | Hélios            |         |   |   |   |   | ✓ |
| Frères et sœurs | Circé             |         |   | ✓ | ✓ |   |   |
| Frères et sœurs | Pasiphaé          |         |   | ✓ | ✓ |   |   |
| Frères et sœurs | Persès            |         |   |   |   |   | ✓ |
| Épouse          | Idyie             | ✓       |   | ✓ |   |   |   |
| Épouse          | Astérodie         |         |   |   | ✓ |   |   |
| Épouse          | Néère             | ✓       |   |   |   |   |   |
| Épouse          | Hécate            |         |   |   |   |   | ✓ |
| Épouse          | Anonyme           |         |   |   |   | ✓ |   |
| Enfants         | Médée             | ✓       | ✓ | ✓ |   |   | ✓ |
| Enfants         | Chalciope         |         |   | ✓ |   |   |   |
| Enfants         | Iophossa          |         |   |   |   | ✓ |   |
| Enfants         | Absyrte           | ✓       |   |   | ✓ |   |   |
| Enfants         | Égile             |         |   |   |   |   | ✓ |
| Enfants         | Circé             | ✓       |   |   |   |   | ✓ |

#### Versions dans les textes romains
Le mythe d'Éétès continue à se développer chez les auteurs romains, qui démontrent une plus grande connaissance du Caucase et donnent plus de détails sur la situation politique de la Colchide sous son règne. Dans la mythologie romaine, Hélios est remplacé par Sol, la personnification du soleil souvent associé aux empereurs romains, et est ainsi cité comme le père d'Éétès par, entre autres, Caius Julius Hyginus, Caius Valerius Flaccus, Diodore de Sicile et le pseudo-Apollodore, qui suivent la tradition d'Hésiode et nomment Persé comme sa mère. Cicéron donne aussi un Sol comme père du roi, mais le différencie de la divinité solaire et théorise l'existence de cinq Sol dans la mythologie. Dans son Histoire du Pont, Diophante d'Alexandrie fait d'Antiope la mère d'Éétès et d'Aloée. Les Argonautiques orphiques citent une certaine Asteropé comme mère du roi de Colchide, mais l'origine de celle-ci est inconnue. Hyginus est le seul à nommer l'Océanide Clytie comme reine de Colchide.
Pasiphaé, Circé, Persès et Aloée sont chacun cités comme frères et sœurs d'Éétès dans les nombreuses sources romaines, mais seuls Pausanias le Périégète et Diophante reconnaissent Aloée. Cicéron donne deux enfants à Éétès (Médée et Absyrte) et ignore Chalciope, rajoutant que l'Égile mentionné dans certains textes n'est qu'une erreur de Pacuvius dans la transmission du nom d'Absyrte dans la littérature romaine. Avec le développement de la culture romaine, les auteurs deviennent de plus en plus précis sur le rôle politique et historique des membres de la famille royale et c'est ainsi que Diodore fait de Circé (sœur du roi) la créatrice de l'herbalisme et d'Hécate, épouse d'Éétès, la reine de Chersonèse Taurique. Strabon considère les Mèdes comme des descendants d'Éétès via son petit-fils Médos. Au VIe siècle, Étienne de Byzance théorise que la ville de Panticapaeum (en Crimée actuelle) est fondée par un fils anonyme d'Éétès, qui aurait reçu ces terres de la part du roi des Scythes.
| Fabulæ          | Scholie         |   |   |   |   |   |   |   |   |   |   |   |
| Parents         | Sol et Persé    | ✓ |   |   |   | ✓ | ✓ |   |   |   |   |   |
| Parents         | Sol et Antiope  |   | ✓ |   |   |   |   |   |   |   |   |   |
| Parents         | Sol et Asteropé |   |   |   |   |   |   |   |   |   |   | ✓ |
| Parents         | Sol             |   |   |   | ✓ |   |   |   |   |   |   |   |
| Frères et sœurs | Circé           | ✓ |   |   | ✓ |   | ✓ | ✓ |   |   |   | ✓ |
| Frères et sœurs | Pasiphaé        | ✓ |   |   |   | ✓ | ✓ |   |   |   |   |   |
| Frères et sœurs | Persès          |   |   |   |   | ✓ | ✓ | ✓ |   |   |   |   |
| Frères et sœurs | Aloée           |   |   |   |   |   |   |   |   |   | ✓ |   |
| Épouse          | Idyie           | ✓ |   |   |   | ✓ | ✓ |   |   |   |   |   |
| Épouse          | Astérodie       |   | ✓ |   |   |   |   |   |   |   |   |   |
| Épouse          | Clytie          |   |   |   |   |   |   | ✓ |   |   |   |   |
| Épouse          | Ipsie           |   |   |   |   |   |   |   | ✓ |   |   |   |
| Épouse          | Anonyme         |   |   |   |   |   |   |   |   | ✓ |   |   |
| Enfants         | Médée           | ✓ | ✓ | ✓ | ✓ | ✓ | ✓ | ✓ |   | ✓ |   | ✓ |
| Enfants         | Chalciope       |   |   |   | ✓ | ✓ | ✓ |   |   |   |   | ✓ |
| Enfants         | Absyrte         | ✓ | ✓ |   | ✓ | ✓ | ✓ |   |   | ✓ |   | ✓ |
| Enfants         | Égile           | ✓ |   |   |   |   |   |   |   |   |   |   |

#### Interprétation géorgienne: Les Phasianides

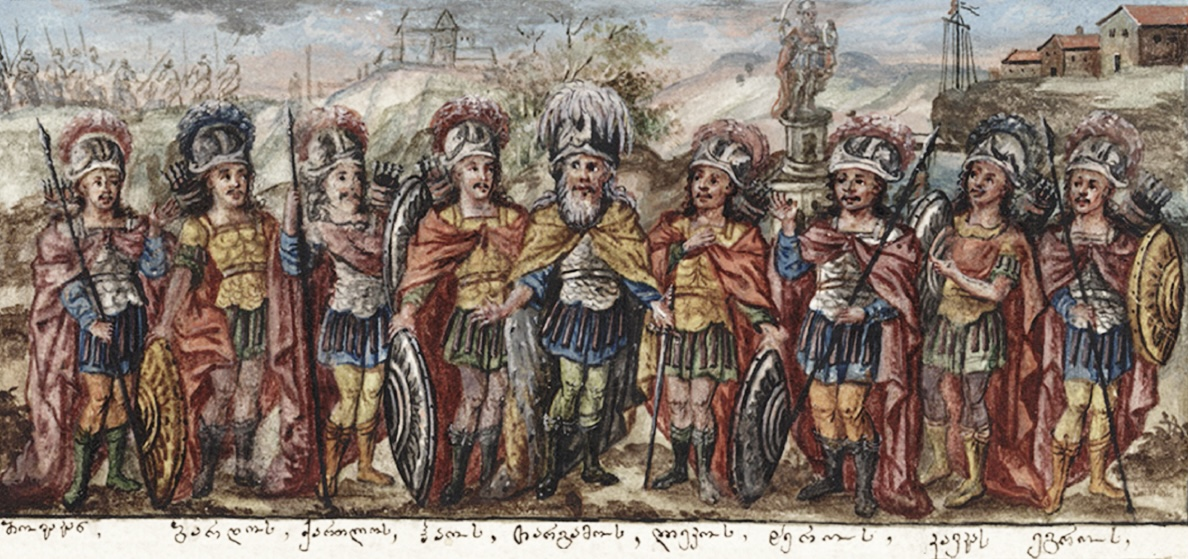
La théorie des Phasianides est une tentative de lier la lignée d'Éétès aux « Targamosides » cités dans les Chroniques géorgiennes.

Bien que le mythe d'Éétès se déroule en Géorgie antique et que le royaume de Colchide soit désormais considéré un État géorgien, aucune référence de ces deux contrées ne se trouve dans les Chroniques géorgiennes, l'une des principales ressources historiques de la Géorgie médiévale qui lie le royaume de Géorgie aux mythes de l'Antiquité. Cela peut sembler curieux, considérant que les auteurs de ces chroniques ont probablement été bien au courant de l'existence d'un mythe d'une telle importance. Au début du XXe siècle, les historiens Mosé Djanachvili et Mikheïl Tamarachvili ont tenté de trouver un lien direct entre le mythe d'Éétès et de la mythologie judéo-chrétienne présente dans les chroniques.
En 1903, Djanachvili a publié sa « généalogie des Phasianides », le nom qu'il attribue à la dynastie des souverains mythiques de la Colchide. En ignorant la version d'Eumélos selon laquelle Éétès vient de Corinthe, il fait du roi un natif de la Colchide et un fils d'Hélios II, lui-même un roi de Colchide, se basant sur la théorie de Cicéron faisant du père d'Éétès un personnage homonyme au dieu du Soleil. Djanachvili se base aussi sur l'affirmation par Cicéron qu'Éétès et Circé sont des natifs de la Colchide. Hélios II serait, selon Djanachvili, un descendant du Soleil et un fils de Colkhos, fils du dieu de la rivière Phase et fondateur du royaume de Colchide, assimilé à Egros, une figure de la mythologie géorgienne présente dans les Chroniques géorgiennes comme ancêtre des Colchidiens,.
La version des Phasianides rajoute également Circé II comme fille d'Éétès et nièce de la magicienne d'Ééa, et différencie de même Absyrte et Égile. Cyrille Toumanoff, un généalogiste des familles royales du Caucase, a trouvé dans le nom d'Égile (en grec ancien : Αἰγιαλεύς) un dérivé de αἰγιαλός (« plage ») et une racine similaire à Argveti, une province antique marquant la frontière entre la Colchide et l'Ibérie, ou encore l'Engouri, une rivière en Mingrélie (ancienne Colchide) se jetant dans la mer Noire. Djanachvili a également noté que le nom d'Absyrte a une proche ressemblance à celui des Absars, le nom donné aux Abkhazes dans les Chroniques géorgiennes.
L'historienne Irina Tatišvili a souligné qu'il existe un lien entre la mythologie géorgienne et le mythe d'Éétès, datant d'avant le IVe siècle av. J.-C.. Une inscription de l'Âge du bronze retrouvée lors de fouilles archéologiques à Vani, l'une des plus grandes cités de Colchide, cite « la Terre, le Soleil et les Étoiles » comme les principales divinités du panthéon géorgien, un lien au royaume d'Aïa, Hélios et Astérodie.
| Hélios (Sol), dieu du soleil              |         |         |         |         |         |  |  |        |        |        |        |        |        |  |  |       |       |       |       |       |       |  |  |          |          |          |          |          |          |  |  |           |           |           |           |           |           |  |  |  |  |  |  |  |  |  |  |  |  |  |  |  |  |  |  |  |  |  |  |
|                                           |         |         |         |         |         |  |  |        |        |        |        |        |        |  |  |       |       |       |       |       |       |  |  |          |          |          |          |          |          |  |  |           |           |           |           |           |           |  |  |  |  |  |  |  |  |  |  |  |  |  |  |  |  |  |  |  |  |  |  |
| Phasis, dieu de la rivière Phase          |         |         |         |         |         |  |  |        |        |        |        |        |        |  |  |       |       |       |       |       |       |  |  |          |          |          |          |          |          |  |  |           |           |           |           |           |           |  |  |  |  |  |  |  |  |  |  |  |  |  |  |  |  |  |  |  |  |  |  |
|                                           |         |         |         |         |         |  |  |        |        |        |        |        |        |  |  |       |       |       |       |       |       |  |  |          |          |          |          |          |          |  |  |           |           |           |           |           |           |  |  |  |  |  |  |  |  |  |  |  |  |  |  |  |  |  |  |  |  |  |  |
| Colkhos (Egros), fondateur de la Colchide |         |         |         |         |         |  |  |        |        |        |        |        |        |  |  |       |       |       |       |       |       |  |  |          |          |          |          |          |          |  |  |           |           |           |           |           |           |  |  |  |  |  |  |  |  |  |  |  |  |  |  |  |  |  |  |  |  |  |  |
|                                           |         |         |         |         |         |  |  |        |        |        |        |        |        |  |  |       |       |       |       |       |       |  |  |          |          |          |          |          |          |  |  |           |           |           |           |           |           |  |  |  |  |  |  |  |  |  |  |  |  |  |  |  |  |  |  |  |  |  |  |
| Hélios II, roi de Colchide                |         |         |         |         |         |  |  |        |        |        |        |        |        |  |  |       |       |       |       |       |       |  |  |          |          |          |          |          |          |  |  |           |           |           |           |           |           |  |  |  |  |  |  |  |  |  |  |  |  |  |  |  |  |  |  |  |  |  |  |
|                                           |         |         |         |         |         |  |  |        |        |        |        |        |        |  |  |       |       |       |       |       |       |  |  |          |          |          |          |          |          |  |  |           |           |           |           |           |           |  |  |  |  |  |  |  |  |  |  |  |  |  |  |  |  |  |  |  |  |  |  |
|                                           |         |         |         |         |         |  |  |        |        |        |        |        |        |  |  |       |       |       |       |       |       |  |  |          |          |          |          |          |          |  |  |           |           |           |           |           |           |  |  |  |  |  |  |  |  |  |  |  |  |  |  |  |  |  |  |  |  |  |  |
| Éétès                                     | Éétès   | Éétès   | Éétès   | Éétès   | Éétès   |  |  | Persès | Persès | Persès | Persès | Persès | Persès |  |  | Circé | Circé | Circé | Circé | Circé | Circé |  |  | Pasiphaé | Pasiphaé | Pasiphaé | Pasiphaé | Pasiphaé | Pasiphaé |  |  |           |           |           |           |           |           |  |  |  |  |  |  |  |  |  |  |  |  |  |  |  |  |  |  |  |  |  |  |
| Éétès                                     | Éétès   | Éétès   | Éétès   | Éétès   | Éétès   |  |  | Persès | Persès | Persès | Persès | Persès | Persès |  |  | Circé | Circé | Circé | Circé | Circé | Circé |  |  | Pasiphaé | Pasiphaé | Pasiphaé | Pasiphaé | Pasiphaé | Pasiphaé |  |  |           |           |           |           |           |           |  |  |  |  |  |  |  |  |  |  |  |  |  |  |  |  |  |  |  |  |  |  |
|                                           |         |         |         |         |         |  |  |        |        |        |        |        |        |  |  |       |       |       |       |       |       |  |  |          |          |          |          |          |          |  |  |           |           |           |           |           |           |  |  |  |  |  |  |  |  |  |  |  |  |  |  |  |  |  |  |  |  |  |  |
| Absyrte                                   | Absyrte | Absyrte | Absyrte | Absyrte | Absyrte |  |  | Égiale | Égiale | Égiale | Égiale | Égiale | Égiale |  |  | Médée | Médée | Médée | Médée | Médée | Médée |  |  | Circé II | Circé II | Circé II | Circé II | Circé II | Circé II |  |  | Chalciope | Chalciope | Chalciope | Chalciope | Chalciope | Chalciope |  |  |  |  |  |  |  |  |  |  |  |  |  |  |  |  |  |  |  |  |  |  |

### Origines
La vie d'Éétès avant son arrivée en Colchide est peu documentée. Une version adoptée par Cicéron réfute l'idée traditionnelle qu'il naît en Thessalie et émigre en Colchide par la suite, et fait d'Éétès et de sa sœur Circé des Colchidiens de naissance. Demi-dieu, il est décrit comme un homme puissant qui « brille sur les mortels » et possède une voix retentissante. Philostrate le Jeune fait d'Éétès un géant qui dépasse la stature humaine. Son front est chargé d'une profonde réflexion et d'un éclat ineffable, comme les autres descendants d'Hélios.
Il est non seulement un magicien, selon Homère, mais aussi un guerrier formidable qui n'a d'égal qu'Héraclès.
Éétès se distingue des humains par ses relations personnelles avec les dieux de l'Olympe. Dans sa jeunesse, il voyage dans le char de son père Hélios afin d'amener Circé sur les rives de la mer Tyrrhénienne. Hélios lui offre des chevaux « rapides comme le vent » et Arès, dieu de la guerre, un corselet rigide pour célébrer sa victoire sur le géant Mimas. C'est aussi durant sa jeunesse qu'Hélios lui fait part d'une prophétie au sujet de la toison d'or et de sa trahison éventuelle par ses descendants.
Selon Phérécyde de Syros, il est proche de Cadmos qui tue le dragon de Thèbes, et Athéna partage les dents de ce dragon entre les deux hommes : ce seront ces dents que Jason plantera lors de l'une de ses épreuves (une autre version affirme que c'est Phrixos qui offre ces dents à Éétès quand il débarque en Colchide).
Lorsque Hélios partage ses terres entre ses fils, Éétès reçoit la province d'Ephyra, éponyme de sa mère, et fonde la ville de Corinthe. Son frère Aloée (de) reçoit les terres d'Asopie. Les deux royaumes sont séparés par l'Asopos. Toutefois, Éétès n'apprécie pas son propre royaume. Iamze Gagua interprète ce sentiment au manque de bonnes terres agricoles à la fin de l'Âge du bronze, qui mène éventuellement à la colonisation de la mer Noire par les Grecs, une interprétation également indiquée par Étienne de Byzance, Pausanias et Eudocie Makrembolitissa. Il confie Corinthe à Bounos, fils d'Hermès, avec la condition de préserver le royaume pour sa descendance. Cette condition est interprétée par Gagua comme un indice des liens préservés entre les premiers colons grecs et les cités de Thessalie. Il part vers la Colchide. À la suite de la mort de Bounos, Épopée, fils d'Aloée, annexe Corinthe mais Médée, la propre fille d'Éétès, reprend possession du royaume de son père quand une grande famine s'y déclare.

### Arrivée en Colchide

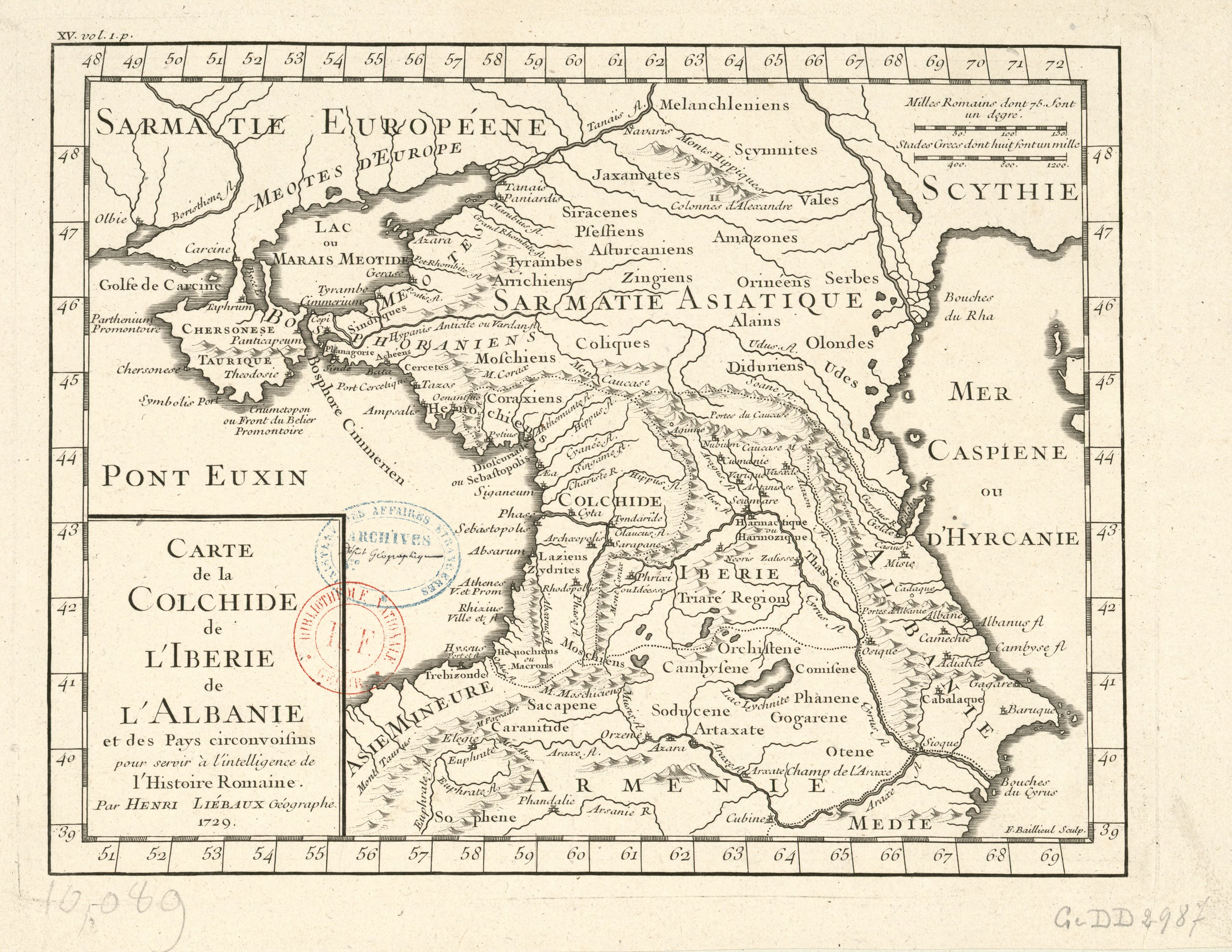
La Colchide dans le monde asiatique selon les auteurs gréco-romains.

Quand Éétès débarque en Colchide, la contrée est sous domination scythe, avec une grande influence de la culture égyptienne. Devenu roi, il forme un État puissant et riche. Apollonios de Rhodes le confirme en décrivant la Colchide comme un « pays sans rival », tandis que la région s'enrichit en développant un marché d'or prospère. Cela correspond aux découvertes archéologiques faites en Géorgie occidentale, telles que le village de Tchoulaberi (Samegrelo-Zemo Svaneti), qui aurait contenu la trésorerie royale de Colchide aux alentours du XIIIe siècle av. J.-C.. Le royaume d'Éétès est une confédération de tribus violentes qui sont souvent utilisées par le roi dans ses campagnes militaires. Malgré le fait que la Colchide se trouve au bord de la mer Noire, la faiblesse du royaume est le manque d'une marine puissante, partiellement en raison du désir d'Éétès de s'isoler, menant à une absence totale de liens économiques entre Colchide et Grèce.
Sa capitale est Aïa, une ville riche construite par le roi, dont la localisation exacte reste sujet à controverses. La majorité des historiens modernes l'identifient à Koutaïssi (anciennement Koutaïa), une version possiblement acceptée par Étienne de Byzance qui écrit qu'Éétès construit sa capitale à 300 stades du Pont-Euxin. Toutefois, Apollonios et ceux qu'il a influencés situent Aïa à l'embouchure de la Phase, sur les côtes du Pont Euxin, poussant certains historiens à comparer l'ancienne ville à Nokalakevi, une antique forteresse près de Senaki. Justin la nomme Colchos et Diodore - Sybaris. Outre les descriptions du palais royal et des lieux religieux, la ville est peu décrite dans les textes anciens, mais nous savons que le roi utilise souvent les bains publics d'Aïa.
Le plus grand édifice religieux de la ville est, selon Flaccus, le Temple de Sol, qui contient une boîte avec les rayons de soleil. Situé au bord de la Phase, le temple a de lourdes portes qui représentent des scènes historiques combinant l'origine d'Éétès au passé de la Colchide : la guerre de Sésostris contre les Gètes, la colonisation du Phase par les Égyptiens, l'évolution de la culture colchidienne entre influences égyptiennes et scythes, le viol de la nymphe Aéa par le dieu Phase et les lamentations de Circé et Pasiphaé lors de la mort de Phaéton. Éétès fait également construire un sanctuaire à Zeus Phixios, le dieu des fugitifs, et à Hécate, la déesse de la magie promue par la princesse royale Médée. Les jardins d'Arès sont consacrés hors d'Aïa en l'honneur de son amitié avec le dieu de la guerre. Le culte de Phase est aussi bien développé sous Éétès, qui fait du prêtre Aquitès, le prêtre de Phase, la plus puissante figure religieuse du pays, organisant souvent de larges cérémonies avant la guerre. Dans le royaume d'Éétès vivent de nombreuses nymphes dans les vallées de la Phase, qui craignent toutes Hécate.
Éétès entretient des relations compliquées avec les dieux du mont Olympe. Héra le caractérise d'homme « terriblement démesuré » et il rivalise souvent avec les divinités, se vantant d'être fils d'Hélios. Toutefois, il reste proche d'Arès, un symbole de la personnalité violente et guerrière du roi de Colchide. Héphaïstos, dieu de la forge et de la métallurgie, contribue largement à la richesse d'Éétès : il lui construit une charrue solide d'acier, une charrue adamantine et des taureaux aux sabots de cuivre qui crachent du feu pour la tirer, et de nombreuses parties du palais royal, dont les colonnades de bronze et les quatre fontaines de la cour. Apollonios dit que ces présents sont faits pour remercier Hélios de son aide lors de la bataille de Phlégra contre les Géants.
Le palais d'Éétès est distinctement décrit par Apollonios. Il inclut des colonnades somptueuses faites de pierre et des créneaux de cuivre. Les quatre fontaines d'Héphaïstos sont remplies d'eau, de vin, de lait et d'huiles aromatisées. Au sommet du palais se trouve une chape de pierre posée sur des triglyphes d'airain. L'historien Nodar Chochitachvili, qui a mené de nombreuses expéditions archéologiques à la recherche du palais d'Éétès, a théorisé qu'il a été construit d'eklare, une pierre rosée souvent utilisée dans la construction et qui se trouvait dans l'Antiquité dans de larges mines autour de Koutaïssi. La cour est à ciel ouvert mais est remplie de vignes, une indication sur la viticulture développée en Colchide, confirmée par les trouvailles archéologiques. Au sein du palais se trouvent de nombreuses pièces, mais les chambres du couple royal se trouvent dans un bâtiment séparé, tout comme la résidence d'Absyrte, tandis que Médée, Chalciope et leurs servantes vivent dans la partie principale. Le palais, qui émerveille tous ceux qui le visitent, est largement comparé à celui d'Alcinoos, mais certaines différences essentielles existent : le palais d'Alcinoos est riche d'or et d'argent et le palais d'Éétès est pauvre en verdure, symbolisant la nature moins nourricière de la Colchide.
Les sources grecques font d'Éétès un roi impitoyable, distingué par sa capacité d'instiller la peur chez ses ennemis. Il est puissant et riche et maintient un contrôle solide sur son royaume, mais aussi dangereux et « extrêmement cruel ». Il gagne ainsi l'épithète de ολοόφρων — aussi porté par le roi Minos de Crète — qui est souvent traduit par « brutal », et moins souvent par « le sage ». Afin de préserver son royaume, il s'engage à l'isolement et encourage, sous l'influence de son épouse Hécate, le sacrifice humain des visiteurs arrivant en Colchide. Diodore fait du roi un tyran cruel contre sa propre famille, emprisonnant sa fille Médée quand celle-ci dénonce le sacrifice humain et exilant son autre fille Circé en Italie quand celle-ci tue son époux, le violent roi des Sarmates.
Sa richesse est fameuse en Thessalie et c'est par intérêt pour cette richesse qu'Augias rejoint les Argonautes par la suite. La violence et puissance d'Éétès sont connues jusque chez Alcinoos. Toutefois, sa violence est directement liée au fait qu'il est entouré d'une multitude de tribus guerrières, énumérées par Apollonios : les Amazones, les Chalybes sauvages, les Tibarènes, les Mossiniens, les Philiriens, les Macrons, les Béchères et les Byzères. Il n'a pratiquement aucun contact avec la Grèce, mais est plus riche que les Thessaliens. Les Sarmates sont ses premiers ennemis, tandis qu'il entretient des relations formelles avec les Hénioques et les Alains, comme le montre le service du général Anausis d'Alanie à la cour du roi.
L'étendue du royaume d'Éétès n'est pas claire, mais il contient une grande partie du Caucase occidental. Denys de Milet le fait régner jusqu'au Palus méotide (la mer d'Azov actuelle), où son royaume fait frontière au Chersonèse de son frère Persès. Tandis que les auteurs romains sont en accord sur le fait que des tensions existent entre les deux frères, seul Diodore adopte la version selon laquelle Hécate, fille de Persès, empoisonne son père, prend contrôle de son trône et épouse Éétès, unifiant les deux couronnes et formant un empire allant de l'Anatolie à la Crimée.

Le roi Éétès (détail d'un sarcophage romain de Naples)

### La Toison d'or
C'est dans la Colchide d'Éétès que Phrixos arrive sur le dos de Chrysomallos, le bélier à la toison d'or convoqué par Hermès pour sauver les enfants de Néphélé des mains de leur père. Avant leur départ, Néphélé ordonne au bélier d'emporter Phrixos et sa sœur Hellé auprès d'Éétès, mais celle-ci meurt sur la route (elle tombe dans la mer, précisément dans le détroit d'Hellespont) et Phrixos arrive seul à Aïa. Arrivé dans le Caucase, Phrixos sacrifie Chrysomallos à Zeus Phixios avec un sabre, purifie sa toison et entre dans le palais d'Éétès sans intermédiaire, sous la protection d'Hermès, offrant la toison au roi. En remerciement et en gage d'hospitalité, Éétès offre à Phrixos sa fille Chalciope en mariage. Cependant, des années plus tard, lors de l'arrivée des Argonautes, Éétès admettra qu'il n'aurait jamais accueilli Phrixos si ce n'était pour l'intervention de Zeus et d'Hermès, et pour la richesse accompagnant la toison d'or.

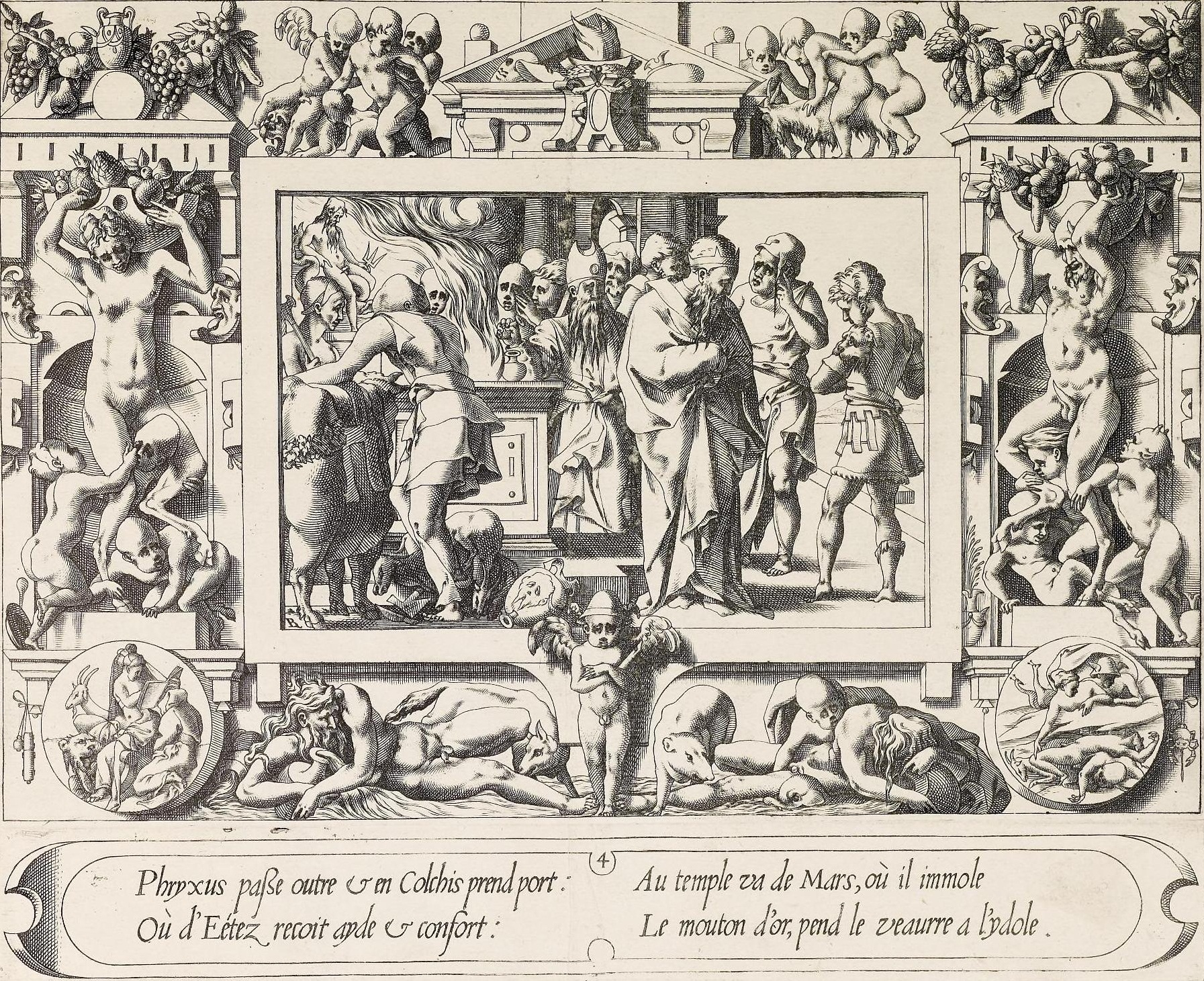
Éétès sacrifie Chrysomallos (dessin de Léonard Thiry).

Le roi consacre la toison d'or sur un chêne dans les jardins d'Arès, 70 stades à l'ouest d'Aïa. Selon une version, Éétès protège la toison avec de nombreux serpents immortels, nés du sang de Typhon qui coule sur les montagnes du Caucase après être abattu par Zeus. Mary Williams voit dans ce mythe une comparaison entre Éétès et Typhon (Typhon a une « gueule terrible », Éétès a une « voix terrible » et les serpents ont des « têtes terribles »). La version la plus courante remplace toutefois ces serpents par un dragon « plus grand qu'un grand navire », aux yeux gris, qui ne connaît ni la mort, ni le sommeil. Celui-ci est le fils de Gaïa et de Typhon, ou encore d'Échidna et de Typhon. Selon Flaccus, le dragon est nourri et soigné par Médée, qui est la seule capable de lui donner des ordres. La Colchide devient connue comme gardienne de la toison d'or, un symbole de pouvoir pour Éétès. La toison autorise le roi à exercer un pouvoir absolu sur son royaume, une réalité appréciée par Sol. Certains voient même dans la toison un symbole du soleil, capable de contrôler le temps.
Le sort de Phrixos varie selon les différentes versions du mythe. Selon Apollonios, il meurt dans le palais d'Éétès à un âge avancé, laissant quatre fils avec Chalciope. Une autre version dit que Phrixos se sacrifie pour sauver la Colchide d'une famine terrible. Selon Hyginus, Éétès ordonne lui-même le meurtre de Phrixos après une prophétie prévoyant la trahison d'un descendant d'Éole (le grand-père de Phrixos). Selon Flaccus, Éétès l'enterre néanmoins dans une grande tombe à l'embouchure de la Phase. Craignant toujours sa propre mort des mains des fils de Phrixos, il accepte de les envoyer à Orchomène pour se venger de la tentative d'Athamas de tuer leur père, et leur offre une petite flotte de navires.
Phrixos apparaît une nuit dans un rêve à Éétès : il le remercie de l'avoir hébergé, mais prédit la perte de son trône une fois que la toison aura quitté les jardins d'Arès, et lui conseille d'épouser Médée rapidement pour l'éloigner de la Colchide. Le rêve se termine par une image de Phrixos donnant à Éétès la « toison fatale » (fatalia visus). Parallèlement, un prêtre colchidien informe le roi que la toison doit être ramenée en Thessalie s'il veut empêcher une série de dévastations dans son royaume. Ces évènements se déroulent durant une série de signes néfastes à travers la Colchide. C'est à la suite de ces prophéties qu'Éétès accepte une alliance avec l'Aghbanie voisine et promet Médée en mariage à un prince aghbanien, mais il ignore néanmoins les conseils au sujet de la toison et prie Arès pour sa protection. Il double alors ses efforts de sacrifices humains, craignant le vol de la toison par des étrangers.
Diodore a tenté d'expliquer l'histoire de la toison d'or en retirant les éléments mythologiques. Selon sa version, Phrixos arrive en Colchide sur un navire portant un bélier sur sa proue. Arrivé à la cour du roi, il rencontre le roi des Scythes, qui passe la nuit avec son associé Crios (ressemblant à χρυσός, « or »). Le lendemain, les deux rois sacrifient Crios et écorchent sa peau, selon une ancienne tradition scythe, donnant naissance à la tradition d'une toison d'or. Selon Diodore, le dragon est un symbole du bastion militaire chersonésien placé devant le temple d'Arès pour protéger la relique.

### Jason et les Argonautes

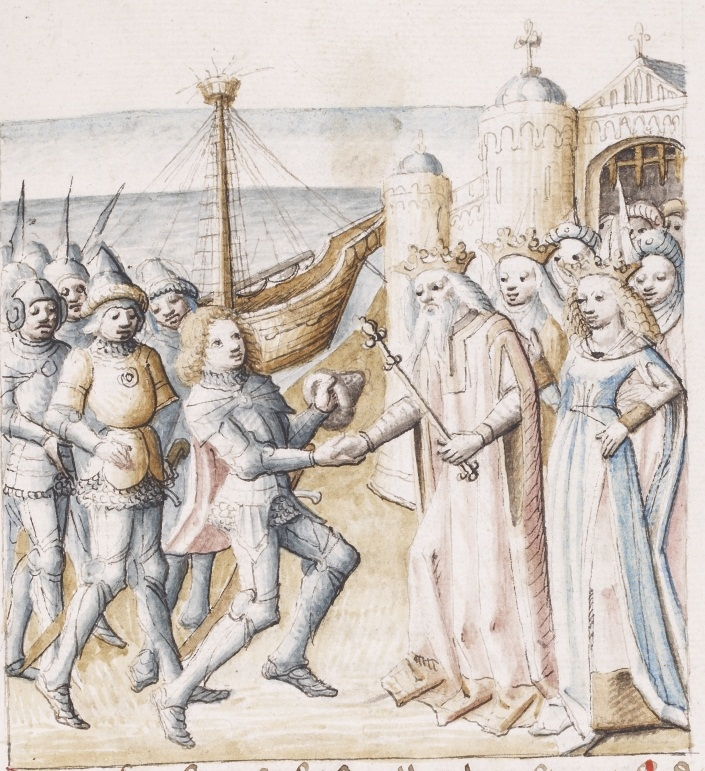
Éétès accueille les Argonautes.

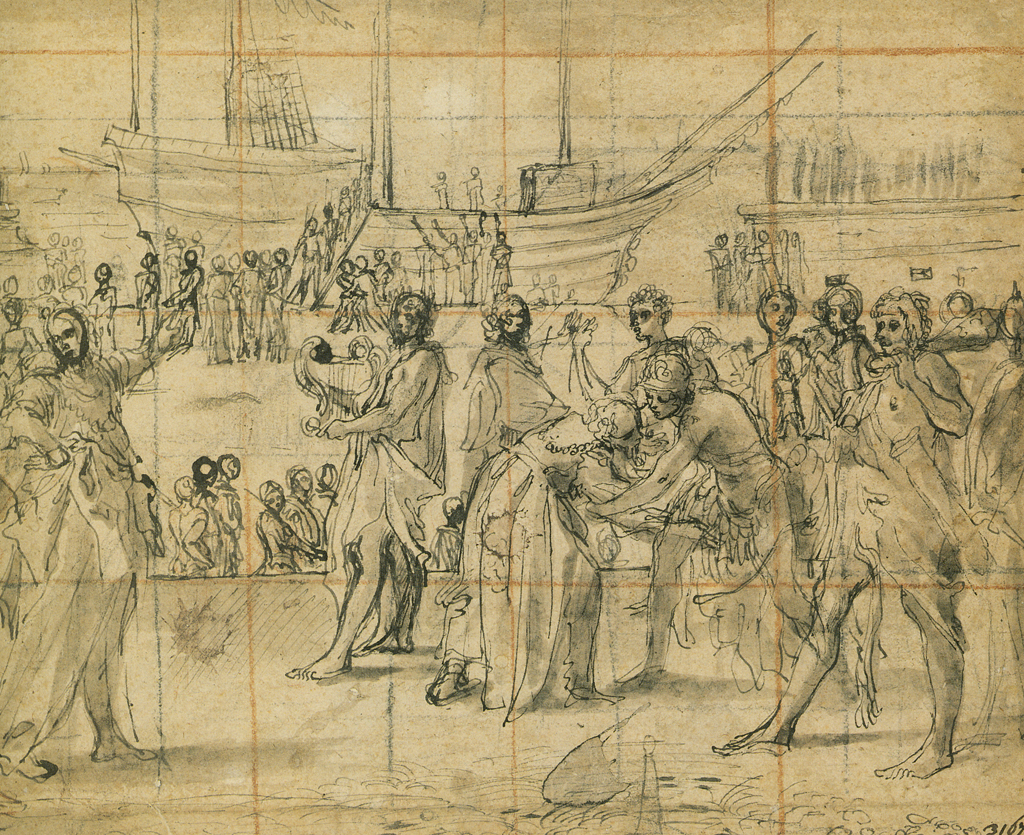
Rencontre de Jason et d'Éétès. par Annibale Caracci.

#### Arrivée des Argonautes
La réputation d'Éétès en Thessalie est celle d'un roi riche, puissant et impitoyable, tandis que la toison d'or est connue comme un symbole de grande richesse. Quand le prince Jason demande le trône d'Iolcos en tant qu'héritier légitime, c'est justement en Colchide que l'usurpateur Pélias l'envoie afin de rapporter la toison en Grèce, pour prouver sa valeur. Selon Flaccus, Pélias assure à son peuple qu'il aurait envahi la Colchide et rammené la tête d'Éétès lui-même, pour venger le meurtre supposé de Phrixos, n'était son âge avancé. Pindare dit que l'oracle de la fontaine de Castalie explique à Pélias le désir de l'âme de Phrixos de retourner en Thessalie via la toison d'or. Jason rassemble une bande de héros, dont des demi-dieux, qui, inspirés par Héra, partent d'Iolcos vers la Colchide au bord de l'Argo. Avant leur départ, la foule crie devant les Argonautes, demandant qu'« ils ravagent le palais d'Éétès avec un feu funeste ».
Sur leur route, les Argonautes entendent parler d'Éétès comme d'un roi terrifiant, anticipant une rencontre hostile. Quand ils rencontrent les fils de Phrixos, échoués sur une île du Pont Euxin, ceux-ci craignent un conflit entre les Grecs et les puissantes tribus colchidiennes. Les Argonautes sont eux-mêmes désorientés, entre la réputation d'Éétès et l'accueil renommé de Phrixos. Jason et son équipage entrent en Colchide par l'embouchure de la Phase durant la nuit et accostent l'Argo dans les marais des jardins d'Arès. Selon Apollonios, Jason décide d'utiliser la diplomatie pour convaincre Éétès de lui laisser la toison et, accompagnés de Télamon, Augias et des fils de Phrixos, ils entrent à Aïa, camouflés dans un brouillard créé par Héra. Selon Diodore, la coopération entre Jason et Médée débute dès leur arrivée : rencontrant la princesse colchidienne sur les plages du Temple d'Hécate, où elle vit, Jason s'accorde à utiliser son aide pour voler la toison d'or en échange de sa main en mariage.
Selon Apollonios, une fois arrivé au palais royal, Chalciope reconnaît ses fils et les accueille avec joie, menant Éétès et la reine Idyie se présenter devant les arrivants. Le roi organise en leur honneur des bains et un large banquet, durant lequel il interroge les Argonautes sur leur identité et leurs liens avec ses petits-fils. Argos lui explique la mission des Argonautes, les problèmes politiques d'Iolcos et les origines divines de ces Grecs, tandis que Jason offre son aide à combattre les Sarmates (identifiés comme les Scythes de Valerius Flaccus par Danelia) en échange de la toison d'or. Cette demande provoque la colère du roi, et il accuse les Argonautes de vouloir le renverser, tout en condamnant ses petits-fils de les avoir guidés. Apollonios compare Éétès à Arès : dans une colère démesurée, il les menace de mutilations et les accuse de mentir devant les dieux ; il exprime colère et rage et ses yeux sont d'un rouge brillant. Empêchant Télamon de s'engager dans un combat contre le roi, Jason certifie à ce dernier ne pas désirer son trône et offre une nouvelle fois son aide militaire, ainsi que la promesse d'une alliance militaire avec le monde hellène. C'est alors qu'Éétès propose à Jason deux tâches en échange de la toison : planter des dents de dragon en utilisant les dangereux taureaux crachant le feu, et vaincre le dragon qui protège la toison. Quand Jason accepte la mission, le roi les expulse de son palais. Selon D.N. Levin, un analyste de la mythologie grecque, la légende du banquet présente des éléments indiquant qu'Éétès aurait simplement mal compris la demande des Argonautes, tandis que Williams voit dans Éétès un souverain qui ne veut pas entrer en conflit.
Caius Valerius Flaccus partage une version différente de l'arrivée des Argonautes dans la capitale d'Éétès. Selon l'auteur romain, ils sont menés au temple du Soleil par Médée, où se déroule une grande cérémonie religieuse. Une fois dans l'établissement, les Grecs assistent à l'entrée du roi et de son fils Absyrte, qui sont suivis par le prince Stirus d'Aghbanie (fiancé de Médée dont le mariage est retardé par le conflit entre la Colchie et la Scythie), puis par Chalciope et ses quatre fils et enfin, les nombreux princes et sénateurs de Colchide qui se réunissent pour soutenir la guerre imminente contre les Scythes. C'est dans le temple que Jason annonce sa mission de récupérer la toison d'or et souligne la nature pacifique de son voyage, en espérant recevoir le même accueil reçu par Phrixos. Les Argonautes offrent au roi de Colchide de nombreux présents, dont une cape rouge sang d'un chaudron de Taenarium, une bride et une épée incrustée de pierres précieuses, ainsi que la promesse d'une célébrité massive à travers la Thessalie. Éétès est, ici aussi, coléreux face à cette requête, moquant la mission des Argonautes en demandant : « Quel plan de folie est-ce, que demander la toison du serpent ? » Éétès accepte néanmoins de donner la toison aux Grecs, en échange de leur aide contre son frère Persès de Scythie, qui se prépare alors à envahir la Colchide, une offre acceptée par Jason. Dans la soirée, les Argonautes sont présents dans un banquet royal durant lequel le roi écoute en silence leurs exploits.
Valerius Flaccus souligne la situation géopolitique, ainsi que la vue des dieux lors de l'arrivée des Argonautes : Mars et Sol sont les seules divinités à soutenir la préservation de la toison d'or en Colchide, l'un appréciant son culte à travers la Colchide et l'autre favorisant le pouvoir absolu détenu par son fils,. Il est clair qu'Éétès entretient de bonnes relations avec de nombreux voisins, comme l'indiquent les sept généraux présents au banquet royal et provenant de sept contrées inconnues : Carmeïus, Aron, Campesus, Odroussa, Iaxartès, Latagus et Tchoaspès. Lors de l'arrivée des Argonautes à la cour d'Éétès est présent également l'ambassadeur Myracès de Parthie, arrivé en Colchide depuis la mer Caspienne pour négocier un traité d'alliance entre la Parthie et la Colchide. Hérodote souligne le fait que qu'Éétès a une peur constante de perdre son royaume.

#### Guerre des Scythes
Valerius Flaccus est le seul auteur qui décrit en détail le conflit entre Éétès et son frère Persès, le roi mythique des Scythes. Selon lui, les tensions entre les deux rois prennent racine dans un désaccord au sujet de la toison d'or : Persès craint la toison et demande à son frère de la renvoyer en Grèce afin de sauver leurs royaumes, mais Éétès refuse d'écouter ses conseils. Danelia voit dans ce conflit la rationalité de Persès, qui est prêt à prendre des mesures radicales pour protéger les intérêts des domaines d'Hélios.
Lorsque les Argonautes débarquent en Colchide, la guerre semble déjà imminente. Persès et sa grande armée de barbares d'Hyrcanie s'installent sur les rives de la Phase, tandis qu'un contingent aghbanien franchit la « Porte aghbanienne » pour rejoindre le prince Stirus d'Aghbanie, gendre promis d'Éétès. C'est justement ce mariage promis entre Médée et Stirus qui pousse de nombreux prétendants à la main de la princesse colchidienne à s'allier aux Scythes : Anaousis (général des Hénioques et des Alains), Cæastès (roi des Choatres), qui est fasciné par la réputation de magicienne de Médée, et l'ambassadeur Myracès de Parthie qui demande alors la princesse en mariage pour confirmer l'alliance entre la Colchide et son empire. Le choix d'Éétès dans Stirus est toutefois directement lié à la proximité entre la Colchide et l'Aghbanie.
Flaccus décrit les nombreuses légions qui rejoignent Persès contre la Colchide. Celles-ci incluent Colaxès (fils de Jupiter), Auchus et ses milliers de Cimmériens, l'Indien Datis et ses Gangaridiens, les trois frères Anxour, Sidon et Rhadalus, Cyène et ses Hyléens, Cyris et ses Thraciens, la légion des Sindi (descendants d'esclaves scythes), Phalcès et ses Coralliens, Teutagonus et ses Batarnéens, les Dranges, les généraux Otacès et Latris d'Ibérie, les Iazyges, les Thyssagètes, les Exomates, les Tauriens, les Ballonites et les Samartes. L'armée d'Éétès est moins importante, mais inclut néanmoins des milliers de soldats et de nombreux rois, une alliance entre Colchidiens, Aghbaniens et Amazones, menée par le prince royal Absyrte.
Les dieux sont activement impliqués dans les préparatifs. Mars anticipe une « vaste rencontre », mais Junon demande à Minerve de tenter de négocier un délai dans le conflit pour donner du temps aux Argonautes de prendre la toison d'or et de quitter la Colchide sans s'impliquer dans la guerre. Jupiter soutient d'abord Persès afin de punir l'impitoyable Éétès mais, quand il change d'avis, Junon envoie Minerve convaincre les Argonautes de participer au conflit. L'alliance entre Grecs et Éétès inquiète les Scythes, et Persès envoie une ambassade auprès de Jason pour convaincre les Argonautes de la future trahison du roi de Colchide, mais Mars empêche l'ambassade d'atteindre l'Argo.

La nuit de l'arrivée des Argonautes, Mars annonce le début de la bataille. Flaccus décrit ainsi l'affrontement : 
« Ainsi donc, lorsque l'acier rencontra l'acier et que les rangs hurlants se fermèrent dans le conflit et que le héros souffla sur le héros à travers des barreaux qui s'affrontaient, il s'ensuivit immédiatement la chute des guerriers et la rupture des corps et des armes dans le carnage, l'effusion de sang et l'effondrement de chaque côté ; les casques roulent sur le champ, et des corselets jaillit la pluie sanglante ; les barbares grouillent, ici criant de triomphe, là avec des gémissements, tandis que la vie des guerriers se mêle à la poussière. »

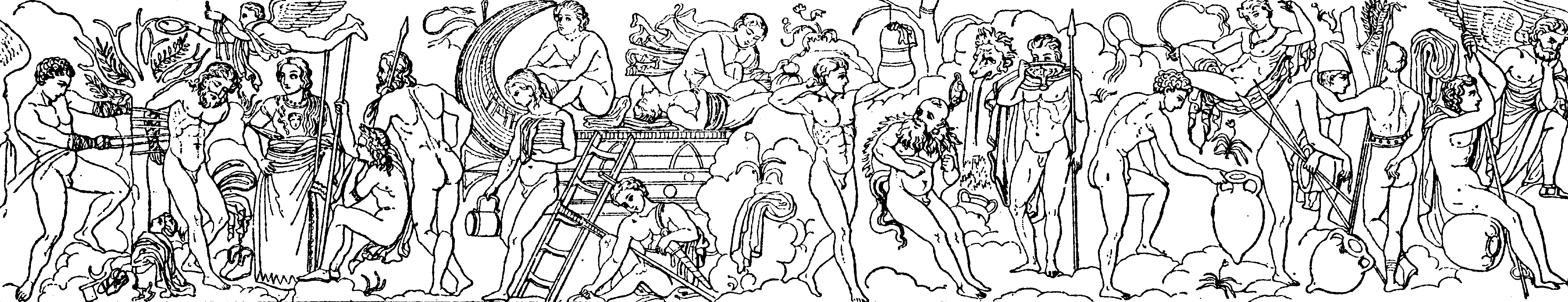
Les Argonautes participent à la guerre entre Éétès et Persès.

La bataille se révèle sanglante. Le général colchidien Monæsès est tué par le Scythe Caspius, le général scythe Carésus tue les Colchidiens Dipsas et Strimon, avant de se faire tuer par Crémédon d'Albanie, qui est à son tour écrasé par des chariots, Mélas (fils de Phrixos et petit-fils d'Éétès) tombe aussi durant la bataille. Stirus tue Anaoussis. Sur un autre front, les Colchidiens sont vaincus par Rambélus et Otaxès, mais sont sauvés par les fils de Phrixos. La bataille continue pendant 24 heures, durant lesquelles les Colchidiens se battent bravement et sans peur, massacrant rapidement les envahisseurs, Absyrte conduisant le chariot d'Hélios. Les Gètes et Ibériens sont les premiers vaincus et prennent la fuite. Les Argonautes démontrent de même leur courage : Argos tue trois généraux ennemis, Calaïs défait le mercenaire Riphéus, Euryte remporte sur les Exomates, Nestor tue le Scythe Hélix. Les Argonautes Zétès, Canthos et Iphis sont tués sur le champ de bataille. Quand la nuit tombe, Persès admet sa défaite et maudit les Argonautes, avant de prendre la fuite.
Durant la bataille, Junon met au point un nouveau plan pour aider les Argonautes. En utilisant l'aide de Vénus, elle prend la forme de Chalciope et montre à Médée le courage de Jason, la poussant à l'épouser et à le suivre en Thessalie.

#### Les épreuves de Jason

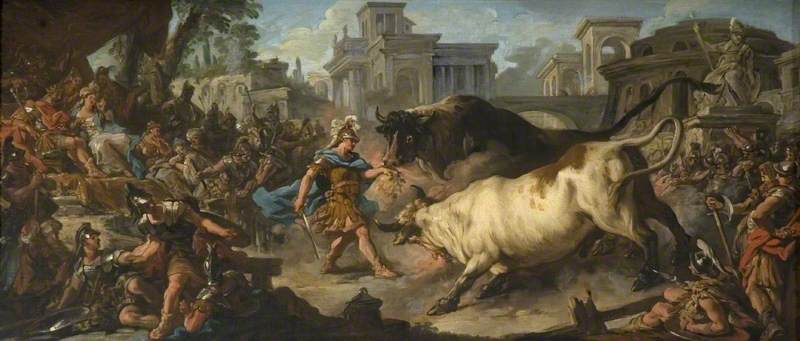
Jason domptant les taureaux (Jean-François de Troy).

Selon Flaccus, malgré l'aide offerte par les Argonautes lors de la bataille contre Persès, Éétès refuse de tenir sa promesse. Se dirigeant vers le palais royal, Jason est interpellé par le roi, qui l'accuse de piraterie et de vouloir forcer la suzeraineté de Pélias sur la Colchide, et lui refuse la toison d'or. C'est alors qu'il propose à Jason un nouvel accord : la toison en échange d'une épreuve héroïque, planter les dents du dragon tué par Cadmos en utilisant les taureaux qui crachent le feu et aux sabots de bronze offerts par Héphaïstos à la Colchide. Jason est perplexe face à cette nouvelle demande et compare Éétès à Pélias, accusant les deux de trahir leurs promesses, mais accepte néanmoins.
Les versions de Flaccus et des écrivains antérieurs se rejoignent ici. Jason et Argos retournent sur l’Argo et expliquent la nouvelle situation, tandis qu'Argos promet de recruter l'aide des pouvoirs magiques de Médée. Les Argonautes proposent une attaque nocturne sur le palais royal pour vaincre Éétès, mais Jason refuse de fuir les épreuves. Durant la nuit, l'Argo se retire de la Phase et est accosté sur le Pont Euxin, tandis qu'Argos retourne au palais pour se confier à Chalciope. Parallèlement, le roi de Colchide convie une assemblée pour discuter de la situation. Dans son discours, il jure de ne pas abandonner la toison d'or et promet de brûler l’Argo avec son équipage si Jason remporte les épreuves. Il fait aussi serment de prendre revanche sur les fils de Phrixos qui ont guidé les Argonautes jusqu'à son royaume, craignant toujours la prophétie de son père sur son sort. Richard L. Hunter, dans son analyse sur les Argonautiques d'Apollonios, compare l'assemblée d'Éétès, menée par un tyran, et les assemblées démocratiques du monde grec. Dans la nuit, le roi envoie une sentinelle pour garder un œil sur le navire.
La majorité des dieux ne soutiennent pas un camp ou un autre durant cet épisode, y compris Arès, qui a pourtant été un proche allié de la Colchide auparavant. Toutefois, selon Flaccus, Junon reçoit l'aide de Vénus quand elle remarque que Médée hésite avant de soutenir les Argonautes : Vénus descend en Colchide et assure à la princesse que son sort en Colchide serait d'épouser un prince caucasien, mais ce n'est que par la magie que la déesse garantit la trahison de Médée. Selon Apollonios, c'est Chalciope, convaincue par son fils Argos, qui pleure le sort de ses enfants, aux mains de leur père, auprès de Médée et supplie sa sœur de venir en aide aux Argonautes, une demande rapidement acceptée par Médée, qui est déjà tombée amoureuse de Jason par l'intervention d'Éros. La princesse prépare une pommade en utilisant les huiles essentielles et les fleurs de Colchide pour protéger Jason contre les flammes des taureaux, et le rencontre près du temple d'Hécate. Pindare, Apollonios et Flaccus disent que les deux acceptent de se marier ce soir même, mais Flaccus souligne la crainte qu'éprouve Médée envers son père.

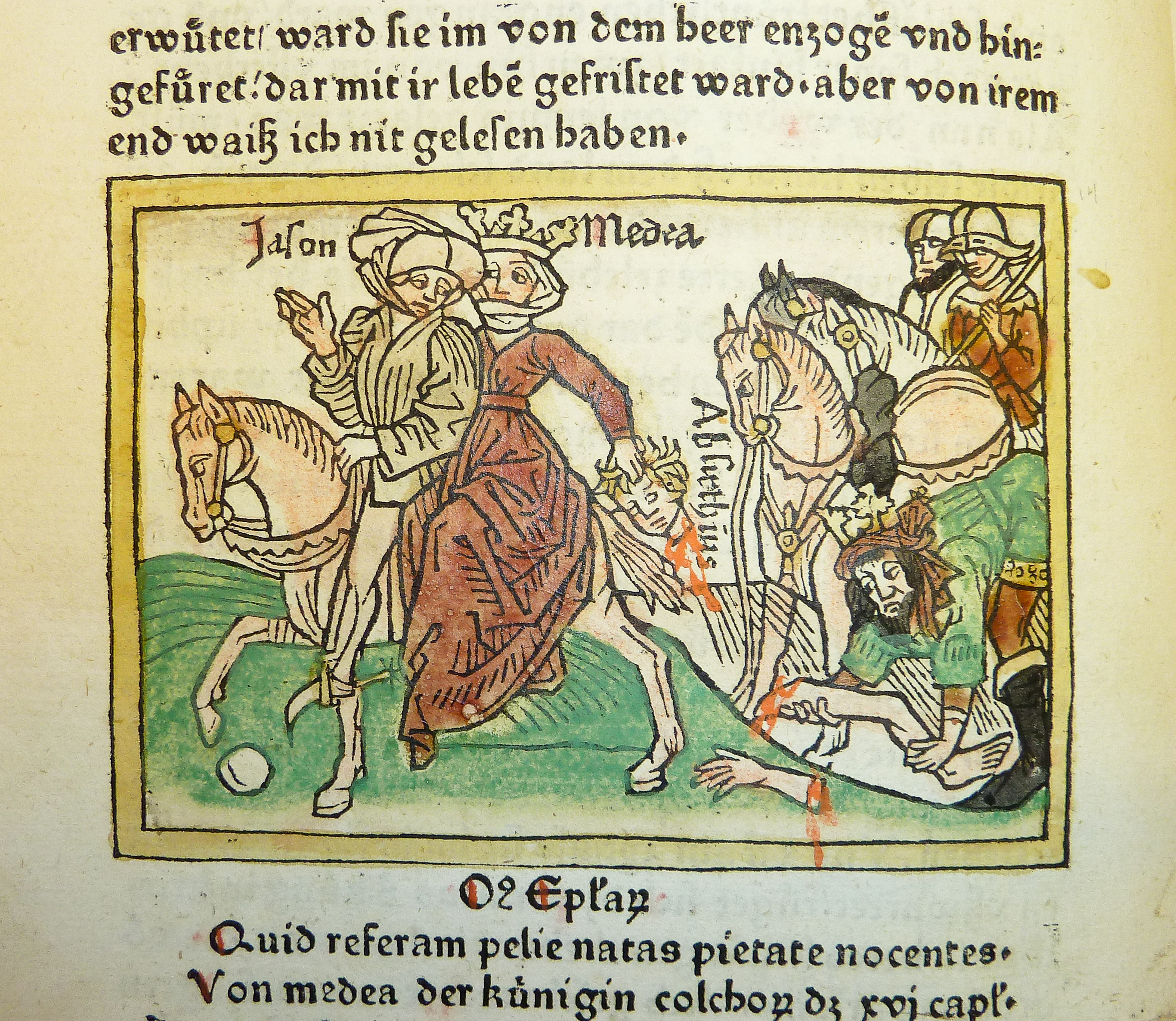
Gravure sur bois de l'évasion de Jason avec Médée et la mort d'Absyrte (XVIe siècle).

Dans la matinée, Éétès se rend sur les plages pour voir si l'Argo est resté dans les parages. Les Argonautes Télamon et Éthalidès (Échion seul selon Flaccus) le rencontrent pour annoncer l'empressement de Jason et pour collecter les dents de dragon. En préparation, Éétès s'habille du corselet offert par Arès et d'un casque d'or orné de quatre plumes. Il est protégé de nombreux boucliers et porte une longue lance, des symboles de guerre. Sur un chariot mené par Absyrte, il se dirige vers le champ de l'épreuve, suivi par une grande foule de ses sujets. Durant l'épreuve, le roi reste distant, positionné sur les rives de la Phase. Derrière lui, les tribus armées de Colchide regardent depuis les collines d'Aïa. Selon Pindare, il pleure quand Jason vainc les taureaux. Apollonios le décrit comme « émerveillé » par la force de Jason. Selon Flaccus, il prie les dieux pour la défaite du héros, mais ces prières sont inutiles : Jason parvient à planter les dents de dragon. Selon Pindare, Éétès raconte l'histoire de la toison d'or à ses sujets assemblés durant les épreuves.
Éétès est surpris et silencieux quand les Spartes, guerriers qui sèment des dents du dragon, s'entretuent à cause de la pierre lancée par Jason. Selon Apollonios, il pleure la mort des Spartes « comme un fermier qui voit ses pousses détruites par Zeus ». À la fin des épreuves, Jason montre sa propre colère et accuse le roi de vouloir enclencher une guerre entre Colchide et Thessalie. Quant à Éétès, il rassemble son assemblée des Colchidiens au palais royal afin de trouver un nouveau dessein contre les Argonautes et prononce un discours violent, promettant de détruire les jardins d'Arès avec l'Argo. Il s'adresse aux Colchidiens depuis son chariot en portant un bouclier, une lance et une torche de pin. Ce discours mène l'historien Alexandre Couat à comparer la tyrannie d'Éétès au général athénien Thucydide.

#### Le vol de la toison d'or
Tandis que Pindare prétend que c'est Aphrodite qui est derrière la décision de Médée de suivre Jason, à la suite des épreuves, en attisant en elle une haine envers Éétès, Apollonios et Valerius Flaccus identifient sa peur envers son père comme la raison de son départ. Flaccus rajoute qu'elle a plus peur du roi que de l'Océan et cite ses lamentations, souhaitant de recevoir des derniers baisers de sa part, priant pour un règne prospère d'Éétès en Colchide et espérant que ses autres enfants lui apporteront plus de joie. Avec Jason, elle endort le serpent des jardins d'Arès, à son grand chagrin, en utilisant sa magie (Pindare assure que Jason tue le serpent), autorisant Jason à prendre la toison d'or. Diodore de Sicile, qui tente de présenter une version plus réaliste du mythe, remplace le serpent par Draco, général de la garde taurique chargé de protéger la relique ; ce n'est que lorsque les seuls survivants tauriques de l'assaut des Argonautes atteignent Aïa qu'Éétès découvre la trahison de sa fille et le vol de la toison d'or.
Quand il découvre le vol, Éétès rassemble une armée de Colchidiens enragés sur les rives de la Phase. Lui-même sur le chariot de son fils, tiré par quatre chevaux fouettés jusqu'au sang et portant les vêtements de guerre, il se dirige vers la mer pour affronter les Grecs, mais il est trop tard : aidés par Héra et Hécate, les Argonautes et Médée ont déjà pris la fuite. Sur la plage, Éétès s'exclame devant Zeus et Hélios, demandant leur revanche. La reine de Colchide supplie pour le retour de sa fille, promettant toutes les richesses de Colchide aux Grecs en échange. Chalciope, aussi sur la plage, disparaît par la suite, par crainte de la colère de son père. Stirus d'Aghbanie, qui n'apparaît que les Argonautiques de Flaccus, se considère insulté par le départ de Médée et voit dans Éétès un roi qui a perdu le respect national. Les Naupacties offrent une version différente, selon laquelle les Argonautes s'enfuient alors que le roi est distrait par sa femme. Diodore de Sicile est le seul à décrire une possible bataille entre les Colchidiens et les Argonautes sur la plage : Éétès aurait tué lui-même Iphitos, mais le roi est finalement assassiné par Méléagre, ce qui autorise les Grecs à quitter la Colchide.

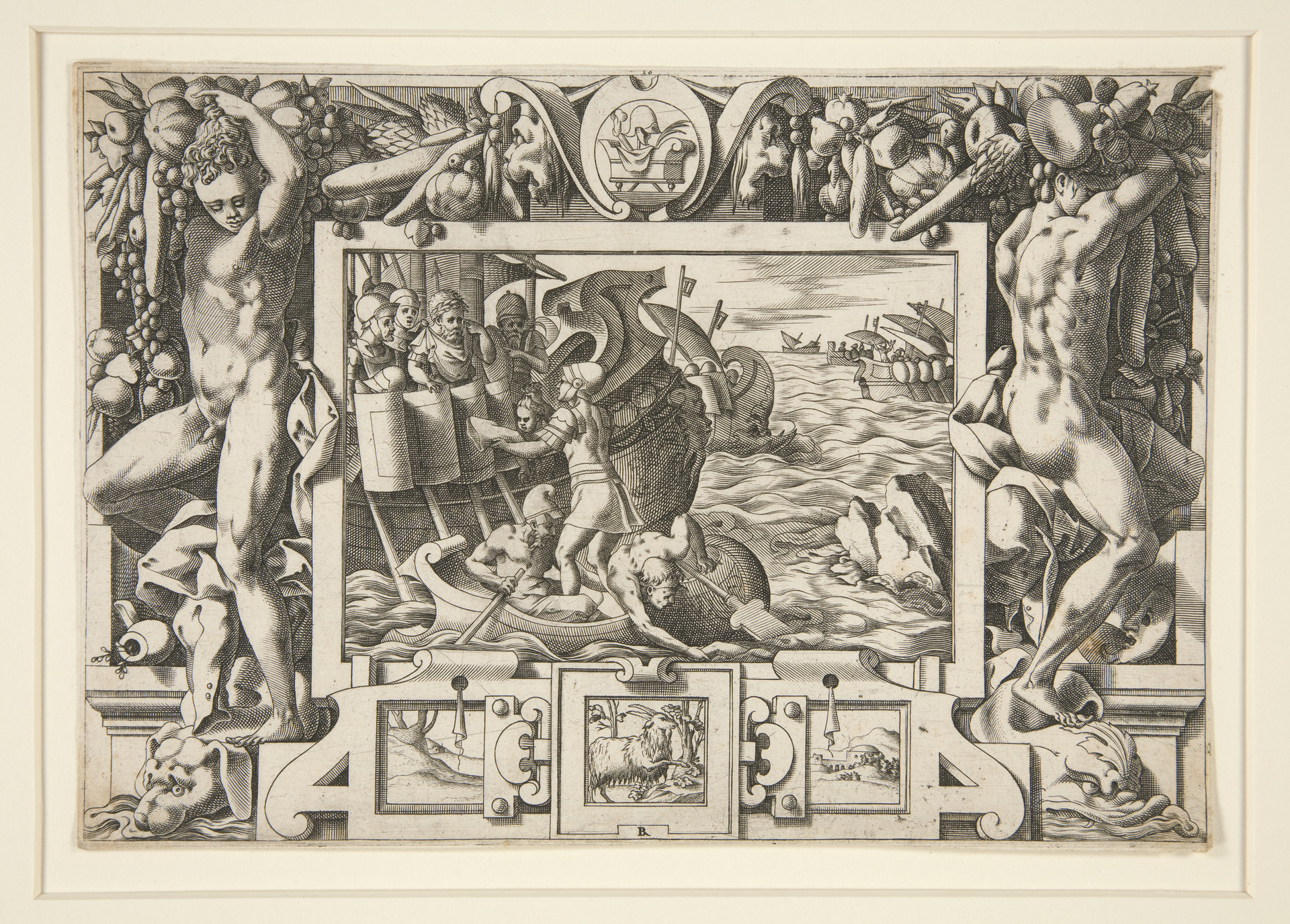
Éétès accepte le cadavre démembré d'Absyrte (René Boyvin).

À la suite du départ de l'Argo, Éétès lance une large flotte contre les Argonautes, menaçant ses hommes d'être exécutés s'ils échouent à reprendre Médée. Tout comme le reste du mythe d'Éétès, de nombreuses versions de la poursuite existent. Selon Flaccus, Stirus d'Aghbanie et Absyrte mènent les Colchidiens, mais Stirus est tué lors d'un affrontement contre les Grecs. Selon le pseudo-Apollodore, Éétès est lui-même chargé de la poursuite, mais la majorité des auteurs gardent le roi à Aïa, même si ses soldats espèrent son aide. Durant les premiers jours de la poursuite, la majorité des Colchidiens disparaissent, soit en s'exilant par peur de leur roi, soit massacrés par les Argonautes. Le prince Absyrte dirige le dernier petit contingent de soldats colchidiens jusqu'aux îles brygiennes de la mer Adriatique.
Selon Apollonios, Médée élabore un plan pour se débarrasser de son frère : elle l'invite à bord de l'Argo pour négocier, avec la promesse de lui rendre la toison d'or, mais dès leur rencontre, Absyrte est assassiné par les Argonautes et sa sœur, qui massacrent son équipage. Dans cette version, le lieu de sa mort est l'Adriatique, d'oú le nom des îles Absyrtides. Toutefois, les autres versions du mythe sont largement différentes. Phérécyde de Syros fait du prince un nouveau-né, pris en otage par Médée à la demande de Jason, tué durant la poursuite et jeté dans la Phase. Selon Sophocle, il est un jeune enfant tué dans le palais royal. Procope et Arrien identifie la ville d'Apsaros (Batoumi actuelle) comme le lieu du meurtre. Sénèque et Ovide voient le corps démembré d'Absyrte éparpillé à travers les champs de la Colchide. Le pseudo-Apollodore offre un récit plus détaillé, selon lequel un jeune Absyrte est tué près des rives occidentales du Pont Euxin, obligeant Éétès à suspendre sa poursuite pour récupérer le corps de son fils et l'enterrer dans un lieu qu'il nomme Tomeus (Constanța moderne), après quoi il retourne en Colchide et envoie le reste de son armée rechercher les fugitifs,.
Le voyage des Argonautes est long et périlleux. Rencontrant Circé, la sœur d'Éétès, celle-ci prédit qu'ils n'échapperont pas la rage du roi et que ce dernier sera prêt à envahir la Grèce pour capturer Médée. Quand les Argonautes se réfugient auprès d'Alcinoos à Drepanum, celui-ci craint une invasion par le roi de Colchide, et quand il offre aux Colchidiens de rendre Médée si celle-ci est vierge, sa femme Arété officie son mariage à Jason, offrant ainsi un asile aux Argonautes. La poursuite est vaine et les Colchidiens, craignant l'impitoyable Éétès, s'éparpillent à travers la mer Méditerranée ; de nombreuses colonies colchidiennes apparaissent ainsi dans les Monts Cérauniens, sur les îles Absyrtides et à travers l'Illyrie.
Hérodote mentionne que, des années après le vol de la toison d'or, Éétès envoie une ambassade en Grèce pour réclamer le retour de Médée, ainsi que des réparations financières. Cette demande sera toutefois refusée, les Grecs voulant prendre leur revanche sur l'enlèvement d'Io,. On considère que l'abandon de Jason par Médée plus tard, ainsi que l'assassinat de ses enfants, constitue la vengeance finale d'Éétès.

### Succession

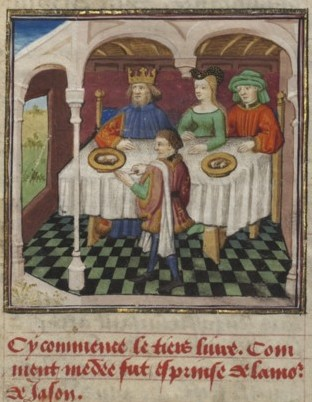
Éétès, Jason et Médée au banquet royal (XVe siècle).

Tandis que les auteurs grecs sont silencieux sur la vie d'Éétès après la fuite des Argonautes, leurs homologues romains ont fourni certains détails, sans pour autant s'accorder sur une version commune. Nous savons ainsi que la disparition de la toison d'or mène à une instabilité profonde dans le royaume. Persès, le frère d'Éétès, en profite pour le détrôner et se proclamer roi de Colchide. Dans ses Tusculanes, Cicéron raconte la tristesse du souverain déchu et le critique d'aimer son pouvoir plus que sa famille : 
« Tes maux, prince insensé, viennent de toi. Ils ne résidaient point dans ce qui t'est arrivé; et le temps, d'ailleurs, devait avoir amorti ta douleur. Car, comme je le ferai voir, le chagrin est l'idée qu'on se fait d'un mal récent. Mais tu pleures la perte de ton royaume, et non celle de ta fille. Tu la haïssais, peut-être avec raison. Ce qui te met au désespoir, c'est la privation d'une couronne. Mais de succomber à l'ennui, parce qu'on ne peut régner sur des hommes libres, n'est-ce pas franchir toutes les bornes de la pudeur ? »
Dans la Bibliothèque du pseudo-Apollodore, Médée retourne en Colchide après avoir appris le renversement de son père, tue Persès et restaure Éétès sur le trône colchidien. Selon Hyginus, Médus, le fils de Médée et d'Égée, participe aussi à la campagne contre Persès. Justin ajoute que Jason accompagne les deux et retourne en Colchide, cette fois-ci pour venir en aide à Éétès et, après avoir aidé son beau-père, se lance dans une série de campagnes militaires pour conquérir les vastes terres de la Mésopotamie au nom d'Éétès. Dans cette même version, Médus continue les conquêtes de Jason et devient l'ancêtre des Mèdes. Une autre version ignore le sort d'Éétès et suppose que Médus succède à Persès quand celui-ci est renversé.
Certains aspects du mythe d'Éétès n'entrent pas dans le récit traditionnel, comme l'unification des royaumes de Colchide et de Chersonèse à la suite du mariage d'Éétès et d'Hécate, quand celle-ci empoisonne son père Persès. Étienne de Byzance cite un fils anonyme, qui aurait fondé la ville de Panticapeum (en Crimée moderne), ainsi qu'un petit-fils, Thétalos, l'ancêtre mythique des Thessaliens.

## Interprétation: Situation de l'antique Colchide

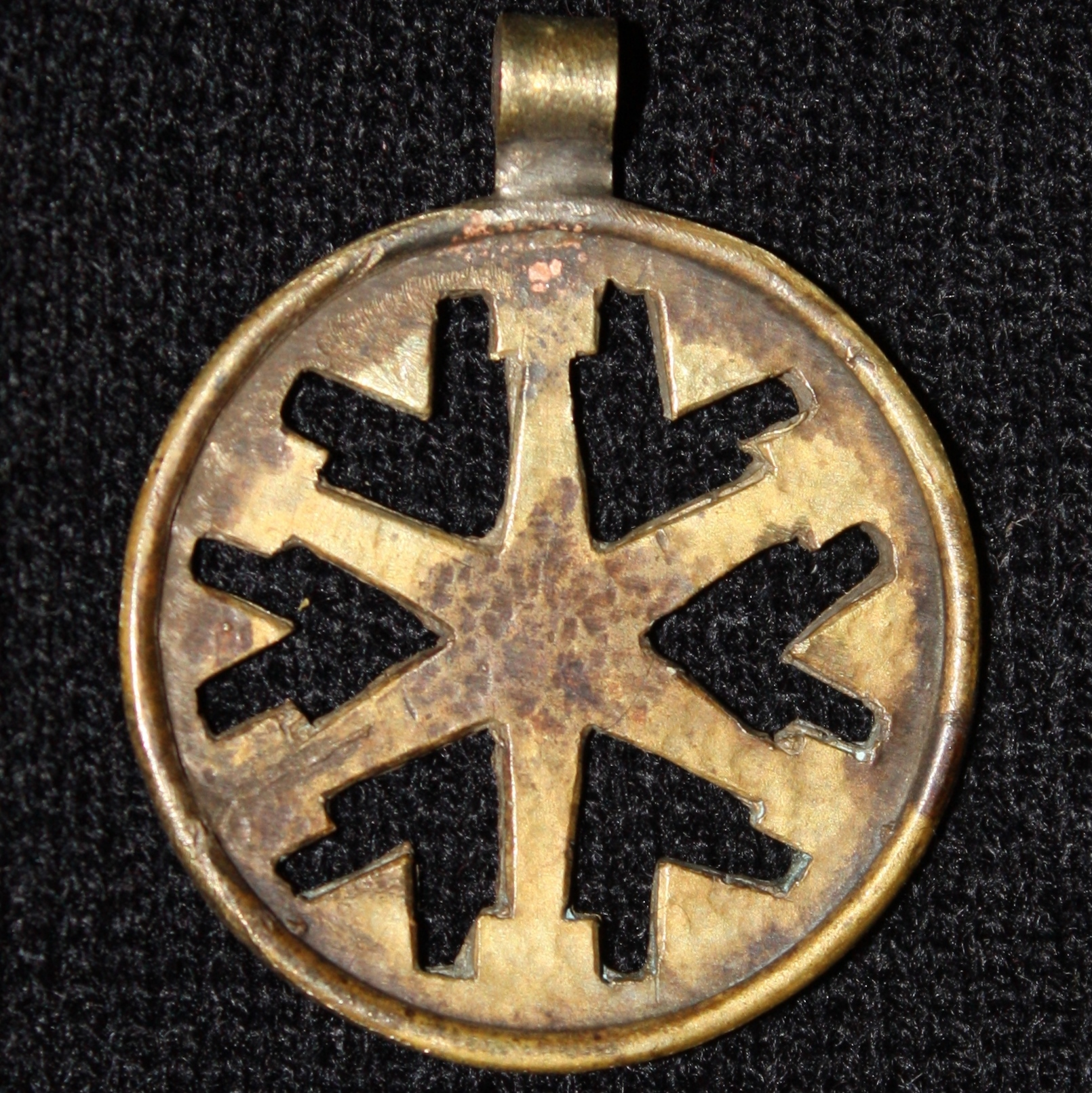
Soleil sur pendant colchidien du VIIIe siècle avant notre ère.

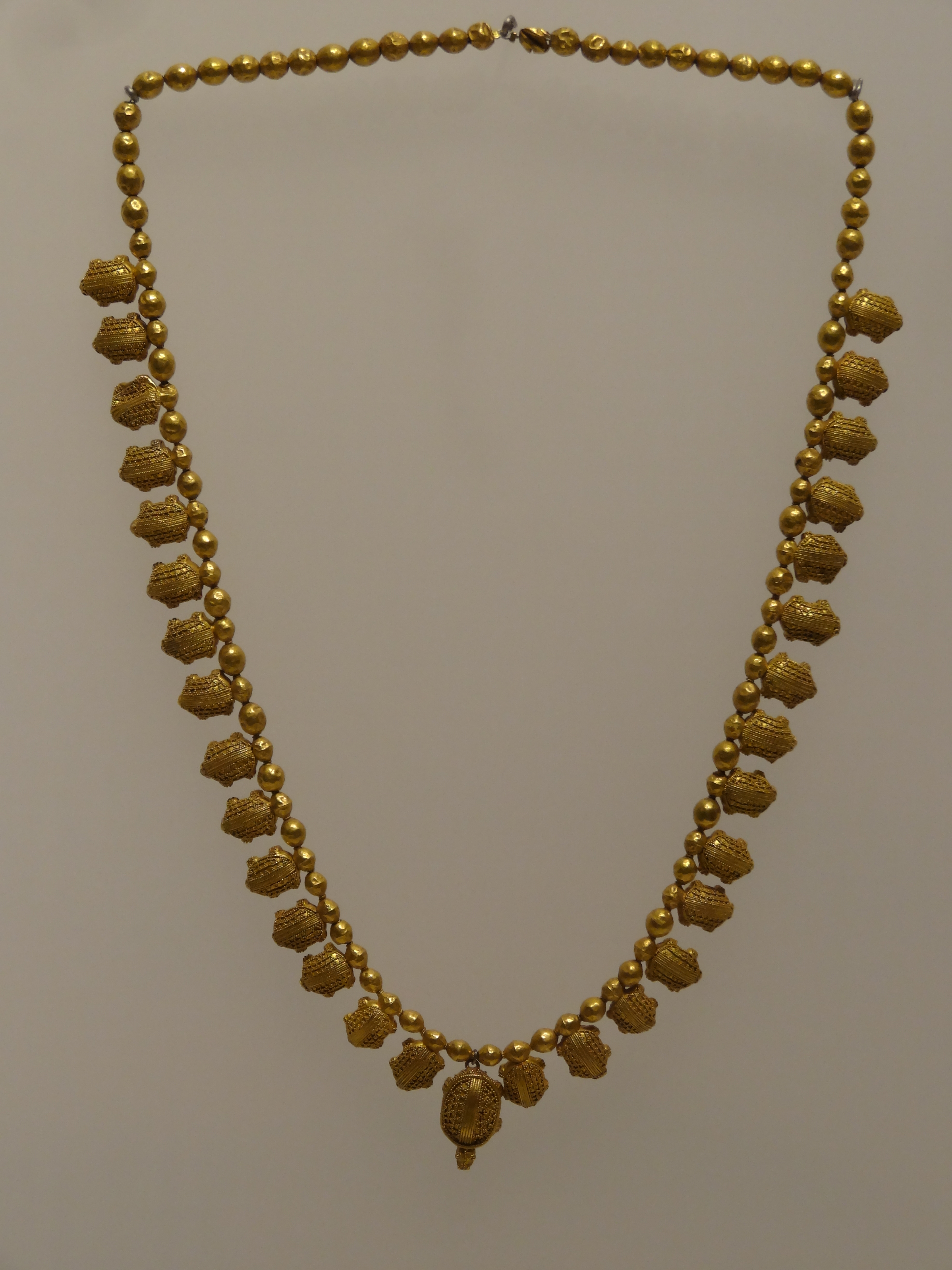
Collier en or colchidien.

Le royaume d'Éétès est la Colchide, un État antique communément localisé en Géorgie occidentale actuelle.
Certains historiens doutent de la localisation caucasienne de la Colchide et préfèrent la situer sur le littoral anatolien, au nord de la mer Noire, ou encore en Afrique. Rimzag Gordeziani souligne toutefois que ces théories ne s'accordent pas avec les liens entre le mythe et la réalité historique[pas clair] : la mention de l'Hellespont indique que le voyage des Argonautes se déroule dans le Pont-Euxin ; l'étymologie des noms propres, dans les différentes versions du mythe, qui ne sont pas directement liés au grec, aurait des liens avec le proto-kartvelien, l'ancêtre du géorgien moderne ; les découvertes archéologiques (datant de l'Âge du bronze) retrouvées à Iolcos montreraient des similitudes avec des artefacts de la même époque retrouvés en Géorgie occidentale, laissant ainsi supposer des liens commerciaux entre les deux régions, et l'utilisation des termes ko-ki-da et ko-ki-de-jo dans les anciens textes mycéniens en référence à la côte orientale du Pont Euxin[pas clair]).
Selon l'historien Ivané Djavakhichvili, le nom de la Colchide dériverait de celui de la province de Cola (au nord-est de la Turquie moderne, faisant historiquement partie de la Tao géorgienne),.
Au fil des siècles, la Colchide devient le terme général utilisé pour toute la Transcaucasie occidentale (nommée Egrissi par les Géorgiens locaux), de l'Abkhazie et de Trabzon jusqu'à la chaîne de Likhi, une définition qui correspondrait à la carte politique des années 1240-1220 avant notre ère selon Nodar Chochotachvili.
C'est justement pendant cette période que certains historiens modernes ont tenté de placer Éétès, aux alentours des XIVe et XIIe siècles avant notre ère (soit, selon Hérodote, une génération avant l'enlèvement d'Hélène par Alexandre et une génération après l'enlèvement d'Io[réf. nécessaire]).
L'une des plus anciennes mentions de la Colchide date du règne d'Adad-nerari Ier d'Assyrie (début du XIIIe siècle avant notre ère. Une tablette mentionne la Nairi, une confédération de quarante royaumes transcaucasiens dont fait partie la Colchide. Cette mention est contradictoire avec la version la plus souvent utilisée par l'historiographie géorgienne qui assure que la Colchide n'apparaît comme État indépendant qu'au VIIIe siècle avant notre ère avec la chute de la Diaokhi. Selon Chota Badridzé, la Colchide et la Diaokhi apparaissent en même temps dans la seconde moitié du IIe millénaire avant notre ère et partageraient la même langue proto-karto-zanique.
Il existe également un débat sur le début du développement économique de la Colchide et sa relation avec la colonisation grecque du Pont-Euxin.
Une interprétation du mythe d'Éétès le relie directement à la colonisation grecque. Ainsi, le départ du roi de Corinthe et son installation en Colchide symboliseraient la première vague de la colonisation du Pont-Euxin. Elle serait suivie d'une seconde vague avec Phrixos (qui amène avec lui la toison d'or). Le mariage de ce dernier avec Chalciope représenterait l'alliance entre Colchidiens et Hellènes. Selon Iamze Gagua, les enfants de Phrixos représenteraient l'héritage mixte des Colchidiens. La troisième vague correspondrait à l'arrivée des Argonautes qui semble venir plus en conquérants que pour des raisons commerciales.
Pour Gagua, la trahison de Médée symboliserait l'échec de la Colchide d'Éétès et un pas vers la chute de sa puissance.
Selon Gordeziani, le développement du mythe d'Éétès daterait de la période allant du VIIIe siècle au VIe siècle avant notre ère, afin de justifier l'expansion orientale de Milet.
L'état politique de la Colchide d'Éétès est aussi le sujet de débats. Apollonios énumère de nombreuses tribus guerrières qui vivent aux alentours de la Colchide, dont plusieurs qui sont historiquement exactes. Plusieurs passages des Argonautiques indiquent une alliance entre le roi et ces tribus, faisant de la Colchide une possible confédération de tribus qui, comme en Diaokhi, s'unissent en temps de guerre. Gagua compare les soldats nés des dents de dragon aux tribus caucasiennes. L'historien Guiorgui Melikichvili identifie néanmoins des signes de centralisation politique en Colchide aux alentours du XIIIe siècle av. J.-C., mais Gouram Koranachvili associe ces signes à la date tardive du développement du mythe, à une époque où la Colchide est déjà un royaume unifié. C'est ainsi qu'Apollonios mentionne une assemblée politique et que Valerius Flaccus parle de sénateurs du royaume.
La Colchide d'Éétès est un royaume prospère, comme le démontre la richesse du palais royal, tandis que le Pont Euxin où voyagent les Argonautes est constitué de territoires barbares, faisant du royaume une terre développée au milieu de tribus barbares. En comparaison, l'Iolcos de Jason est décrite comme une cité pauvre. La Colchide de la fin de l'Âge du bronze semble en effet être le centre d'un développement économique considérable, comme le montrent la technologie agricole, la domestication de l'abeille et la culture du miel, l'existence d'une flotte de pêche et le développement avancé du textile,. La recherche paléobotanique de la région démontre aussi une culture de plantes qui ne retournent dans le secteur agriculturel de Transcaucasie occidentale qu'au XVIIe siècle. Il est possible que la toison d'or tire elle-même ses racines des pratiques colchidiennes d'exploitation de l'or, notamment l'utilisation de toisons pour attraper des paillettes d'or dans les fleuves, une pratique toujours utilisée en Svanétie. Il est aussi possible que la Colchide d'Éétès ait développé un réseau de commerce international, comme le montre l'utilisation par Médée de coquillages de la mer Caspienne, tandis que le fait que Pasiphaé, reine de Crète, soit la sœur d'Éétès symbolise possiblement des liens entre les deux royaumes.
La capitale d'Éétès est Aïa, aussi connue sous le nom de Cytaéa par Apollonios. Ce nom est lié à Koutaïa, la forme antique de Koutaïssi : kout- est un préfixe proto-kartvelien, tandis que Koutaïa signifie « emplacement vide entre montagnes », une comparaison à l'Aïa de la mythologie gréco-romaine qui est décrite comme étant située entre plusieurs collines. De récentes fouilles archéologiques ont dévoilé un réseau de murs de défense autour d'une ancienne ville sous la Koutaïssi moderne, ainsi qu'un palais identifié comme la résidence des rois de Colchide datant du XIVe-XIIIe siècle av. J.-C.,. W.E.D. Allen identifie toutefois Aïa à Nokalakevi, une ancienne forteresse mingrélienne plus proche des rives de la mer Noire, assumant que Koutaïssi ne peut être la ville presque côtière d'Éétès. Cette version est démentie par Chochitachvili, qui se base sur un réseau d'estuaires et de fleuves liant directement Koutaïssi à la mer, attesté par les trouvailles archéologiques.
Parmi les rites religieux entretenus par Éétès dans les textes d'Apollonios, Flaccus et Diodore, la pratique du sacrifice humain est la plus soulignée, non seulement avant l'arrivée des Argonautes, mais aussi avec la description du meurtre d'Absyrte par Médée. Gagua lie le meurtre de l'enfant Absyrte à la tradition qui consiste à percer des enfants avec un poinçon de bois en Svanétie lors de rites polythéistes. Selon Apollonios, afin de ne pas mélanger les morts à la terre agricole, les Colchidiens pendent leurs ancêtres sur des branches de saules, une tradition confirmée par Claudius Aelianus au IIIe siècle.

## Postérité culturelle

### Éétès dans la culture romaine
Éétès apparaît dans la culture romaine non pas comme une figure mythique, mais comme un souverain réel ayant régné des siècles avant la fondation de Rome.
L'un des premiers auteurs à consacrer une analyse au roi de Colchide est Cicéron. Il le critique largement, dans ses Tusculanes, pour avoir pleuré plus pour la perte de son royaume que pour la fuite de sa propre fille. Le philosophe romain fait d'Éétès un exemple à ne pas suivre pour les dirigeants de la république et l'un des premiers tyrans du monde gréco-romain, son règne étant comparé à ceux de Denys l'Ancien de Syracuse et de Tarquin le Superbe de Rome. Dans son De natura deorum, Cicéron soulève une ambiguïté du mythe grec d'Éétès : il est le fils d'un dieu et d'une nymphe, et n'est pourtant pas considéré comme une divinité. Sa fille Médée a Hélios et Océan pour grands-parents mais elle est pourtant vue comme une humaine. En revanche, Circé (sœur d'Éétès) est considérée comme une déesse en Italie. L'auteur utilise Éétès pour s'opposer à la transfiguration de la mortelle Ino de Béotie.
Strabon trouve le voyage des Argonautes plausible : il cite Aïa comme étant une ville contemporaine sur la Phase, Éétès comme un personnage historique, et la Colchide comme un royaume riche en or, argent, fer et cuivre. Selon Strabon, c'est justement cette richesse qui cause le voyage de Phrixos, puis des Argonautes vers la Transcaucasie.
Diodore de Sicile, qui tente de combiner la mythologie à la réalité historique, écrit que la ville de Formia a été fondée par les Argonautes sous le nom de Caeëtes en l'honneur de leur ennemi.
Arrien, qui visite la région au IIe siècle, dit avoir vu l'ancre de l'Argo dans la ville de Phase.
Caius Valerius Flaccus parle d'une guerre colchido-scythe dans sa propre version des Argonautiques en l'honneur de l'empereur Vespasien et de sa conquête de la Bretagne. Celle-ci a ouvert l'océan aux Romains, tout comme la mission des Argonautes a ouvert le Pont-Euxin aux Grecs. Flaccus considère Éétès comme un roi scythe et voit dans le vol de la toison d'or une transition du pouvoir historique de l'Orient à la Grèce. Son ouvrage, qui inclut certains aspects historiques (tels que les tribus caucasiennes citées) et un récit détaillé de la guerre, est une réflexion sur l'expansion militaire et géographique des Romains de son époque. Dans son Énéide, Virgile s'inspire d'Éétès dans sa description de la reine Didon de Carthage.
Avec l'expansion orientale de l'empire byzantin, Éétès continue d'apparaître dans les textes byzantins. Selon Procope de Césarée, le roi aurait vraiment existé, et il aurait bâti une des forteresses du Phase. L'encyclopédie byzantine Souda (Xe siècle) mentionne une « Épopée sur Éétès ».

### Les héritiers
Éétès, traditionnellement perçu comme un roi légendaire de Colchide, est aussi considéré par certains comme l'ancêtre de la lignée des souverains de la contrée :
- Xénophon (Ve siècle avant notre ère), dans son Anabase, cite un « roi des Phasiens » anonyme comme le petit-fils d'Éétès[Xénophon 1].
- Flaccus (Ier siècle) est le premier à surnommer ses descendants « Éétides »[123].
- Pline l'Ancien (Ier siècle) parle du roi Saulacès de Colchide qui aurait révolutionné l'exploitation aurifère en Transcaucasie et serait un descendant d'Éétès[12]. L'authenticité de Saulacès est confirmée par de nombreuses pièces de monnaie retrouvées à travers la Géorgie occidentale et la Crimée[réf. nécessaire].
- Selon le Byzantin Agathias, l'orateur Éétès, qui s'adressa à l'Assemblée d'Egrissi de 555 pour soutenir la cause persane contre Constantinople, est un descendant du roi mythique[124].

Selon Strabon, le nom d'Éétès était popularisé à travers la Colchide depuis le mythe.
L'historiographie géorgienne moderne nomme « Aïetide » la dynastie des rois historiques de Colchide et fait ainsi des souverains Akès, Koudji, Saulacès et Aristarchus des descendants d'Éétès[source insuffisante].
Selon Nodar Chochitachvili, « Éétès » serait le titre des rois d'Aïa depuis le XIIIe siècle avant notre ère.
L'archéologue Otar Lordkipanidze considère que si nommer Éétès l'ancêtre des dirigeants colchidiens n'est pas une invention des auteurs classiques, il est possible que les dirigeants colchidiens se soient considérés eux-mêmes comme ses descendants.

### Culture moderne
Éétès n'est pratiquement représenté dans la culture post-romaine que dans le contexte du mythe des Argonautes et de sa fille Médée. Dans l'Argonauticorum, pièce de théâtre du Hongrois András Dugonics de 1778, Éétès est même remplacé par le roi « Almos ». Il recueille cependant plus d'intérêt en Géorgie à partir du XVIIIe siècle. L'auteur géorgien Akaki Tsereteli rédige à la fin du XIXe siècle Médée, un ouvrage en trois volumes jamais terminé dont le dernier tome aurait dû aborder le renversement d'Éétès et le retour de sa fille en Colchide. Georges Charachidzé, spécialiste du folklore caucasien, identifie de nombreux liens entre la mythologie caucasienne et le personnage d'Éétès,, tandis que l'archéologue Akaki Tchantouria collectionne au début du XXe siècle une série de récits folkloriques à travers la Géorgie occidentale, racontant l'histoire d'un bélier d'or vu d'abord comme le protecteur de la région, puis de la dynastie princière des Dadiani et un ami du soleil. Dans le roman de Christa Wolf Medea: Voices (1995), Éétès est un souverain impitoyable qui laisse des femmes folles démembrer Absyrte, à la suite de quoi Médée prend la fuite. Otar Tchiladzé consacre un roman à Éétès dans lequel il a pour sœur Kamar, une sorcière qui éduque Médée. En 1975, le romancier géorgien Valerian Kandelaki rédige son ouvrage Aieti sur la vie du roi. Dans le livre Circé de Madeleine Miller (2018), Éétès est un demi-dieu, frère et possible amant de la sorcière Circé.
Dans la cinématographie, Éétès apparaît principalement dans les œuvres liées aux Argonautes : il est joué par Jack Gwillim dans Jason et les Argonautes (1963) et Frank Langella dans la mini-série homonyme de 2000.

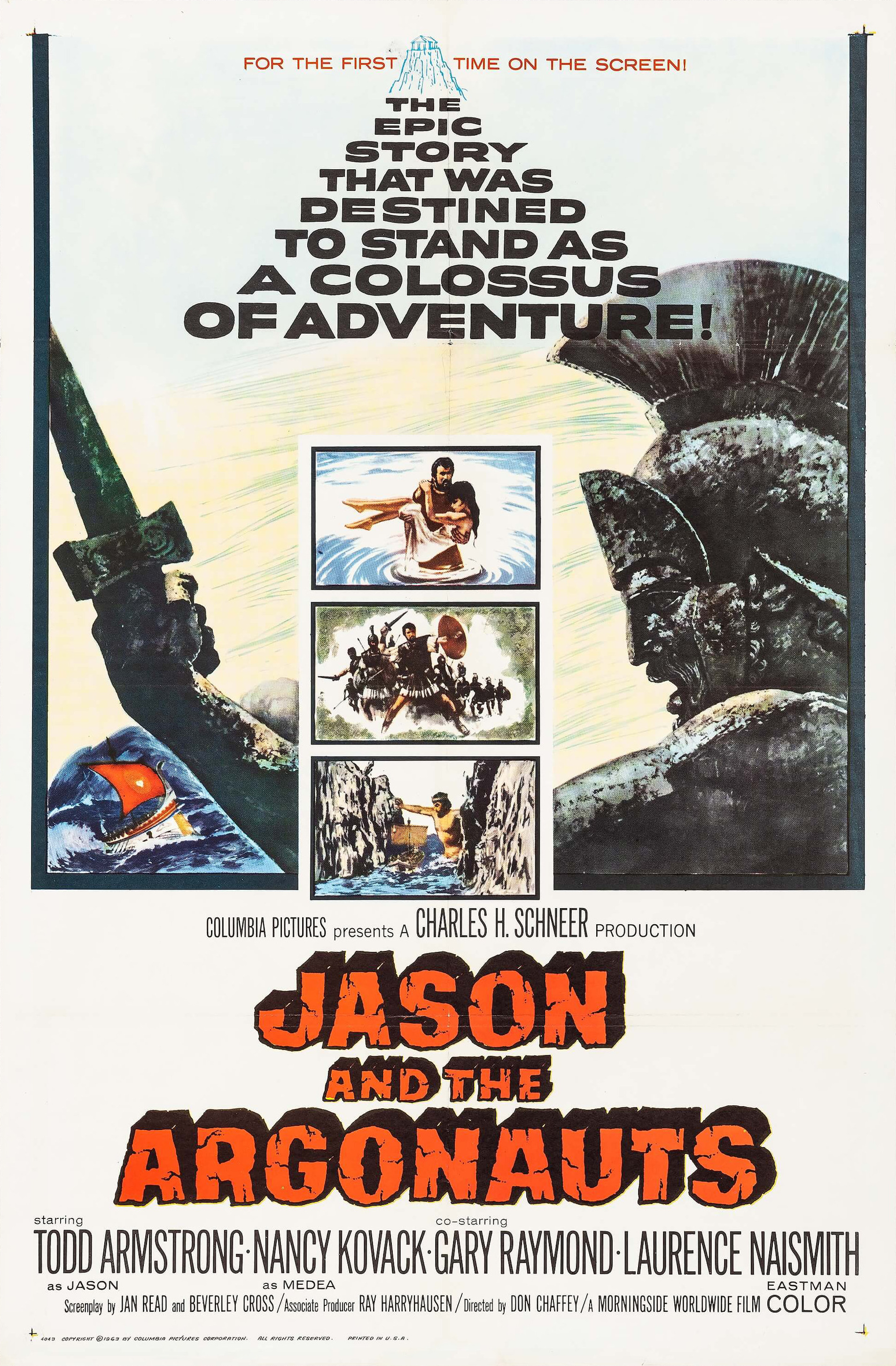
Dans le film de 1963, Jack Gwillim joue le rôle d'Éétès.

Au XXIe siècle, Éétès reste un sujet d'intérêt en Géorgie. De nombreux restaurants, hôtels et entreprises portent son nom, ainsi qu'un quartier de la ville de Khobi et une association écologique pour la protection des plages de la mer Noire. Le stade de rugby de la ville de Koutaïssi, ainsi que son club, se nomment « Aïa ». Durant les cérémonies d'ouverture des Jeux olympiques d'hiver 2014 à Sotchi, le gouvernement russe a organisé un évènement montrant Éétès accueillant les Argonautes à Sotchi, une version largement critiquée par les historiens géorgiens et grecs,. En 2020, une publicité de la compagnie vinicultrice Tbilvino montre Éétès comme l'un des premiers hommes à boire du vin.

## Études et interprétations modernes du mythe d'Éétès

### Pertinence d'Éétès dans la mythologie gréco-romaine
L'image d'Éétès est celle d'une figure antagoniste dans un mythe raconté du point de vue de Jason et des Argonautes. Apollonios de Rhodes a fait du roi de Colchide un personnage unidimensionnel et crapuleux et a renforcé cette description en l'associant au serpent qui garde la toison d'or. Il est plein de ressentiment et a un tempérament difficile. Dans les textes anciens, Éétès préfère son pouvoir au bien-être de ses sujets, refuse d'examiner les recommandations de ses conseillers, et se montre paranoïaque, voyant partout des ennemis, à l'intérieur comme à l'extérieur de son royaume. Flaccus fait de lui un homme perfide, un traître fourbe, qui mérite d'être trompé par sa propre fille. Les textes latins emploient des termes comme furor (« rage »), ira (« colère ») et impietas (« impiété ») pour le décrire. Gregory Hutchinson le surnomme « tyran oriental » et Richard Hunter - « méchant barbare ».
Éétès symbolise le divorce entre la préhistoire et l'histoire. Son association à Arès et à Héphaïstos, et sa comparaison aux héros de l'Iliade font de lui la représentation de la civilisation violente de l'Âge du bronze, en contraste avec les Grecs civilisés et pacifiques. Éétès est chronologiquement l'un des derniers demi-dieux de la mythologie grecque, un symbole du passé vaincu par les Argonautes. Éétès représente aussi un moment décisif dans le cadre des relations entre l'Orient et l'Occident, tout comme les autres membres de sa famille, dont les domaines représentent le voyage d'Hélios : Circé est dans l'ouest de la Méditerranée, Pasiphaé est en Crète, Persès règne sur la Tauride, tandis qu'Éétès se trouve dans les limites de l'Orient. Le départ de Médée est de même un symbole de la migration des sciences et de la culture de l'est vers la Grèce. La parenté du roi est directement liée au culte du soleil en Colchide, un culte raconté par les Grecs et les Romains et confirmé par les fouilles archéologiques. Proposant une géographie alternative, le philologue autrichien Albin Lesky a comparé Aïa aux Champs Élysées et Éétès au roi des morts, une théorie reprise par Jacob Wackernagel qui compare le nom d'Éétès à celui d'Hadès, et par l'historien russe Askold Ivantchik qui associe la Colchide aux Enfers.

La professeure Mary Williams, toutefois, critique la simplification de telles interprétations basées sur la vue « hellénocentrique » de Jason et de ses compagnons. Elle voit dans Éétès non pas un barbare, mais un roi d'origine corinthienne qui communique en grec avec ses invités, vit dans un palais riche au sein d'un royaume prospère, et est assez puissant pour être en contact avec les dieux. De nombreuses caractéristiques du roi font de lui un héros homérique qui a construit un royaume stable et doit faire face à des envahisseurs : Hérodote décrit l'Argo comme un navire de guerre, le roi reçoit les Argonautes avec hospitalité et est décrit par Castor comme « sage », tandis que les épreuves de Jason paraissent difficiles pour les Grecs, mais témoignent du rôle de la Colchide dans le développement de la métallurgie et de l'agriculture dans la région,. D'après l'historienne Rusudan Tsanava, Éétès est aussi le modèle d'un bon père qui demande à Jason de prouver son héroïsme, envoie Absyrte pour sauver sa fille Médée et lègue le royaume de Corinthe à celle-ci. Selon Williams, trop peu d'attention a été prêtée à Éétès dans une histoire complexe : 
« Bien que Jason et Médée aient chacun reçu leur part d'attention, peu a été accordé aux autres personnages importants de l'épopée, en particulier à Éétès, dont le personnage est merveilleusement construit et assez divertissant. La présentation d'Éétès par Apollonios dans les « Argonautiques » est d'une importance fondamentale, bien qu'il soit une figure à laquelle relativement peu de vers sont consacrés, car Éétès est une pierre d'achoppement majeure au succès de Jason et de son équipage. »
Selon l'historienne Mary Williams, l'Éétès d'Apollonios est un roi qui accepte d'offrir la toison d'or, mais seulement à un véritable héros, d'où la difficulté des tâches qu'il assigne à Jason, tandis que ce dernier viole son serment en utilisant secrètement la magie de Médée et en tuant Absyrte par la suite. Williams voit dans le récit d'Apollonios non pas un conflit entre le bien et le mal, ou entre civilisés et barbares, mais entre l'ancien monde des valeurs homériques, représentées par Éétès, et la nouvelle réalité du monde grec. L'historien Iamze Gagua, quant à lui, voit une allégorie entre les premiers contacts entre colons grecs et le monde colchidien, représentés en trois phases : l'arrivée d'Éétès de Corinthe en Colchide, l'arrivée de Phrixos et le voyage des Argonautes.

### Éétès et l'historiographie géorgienne

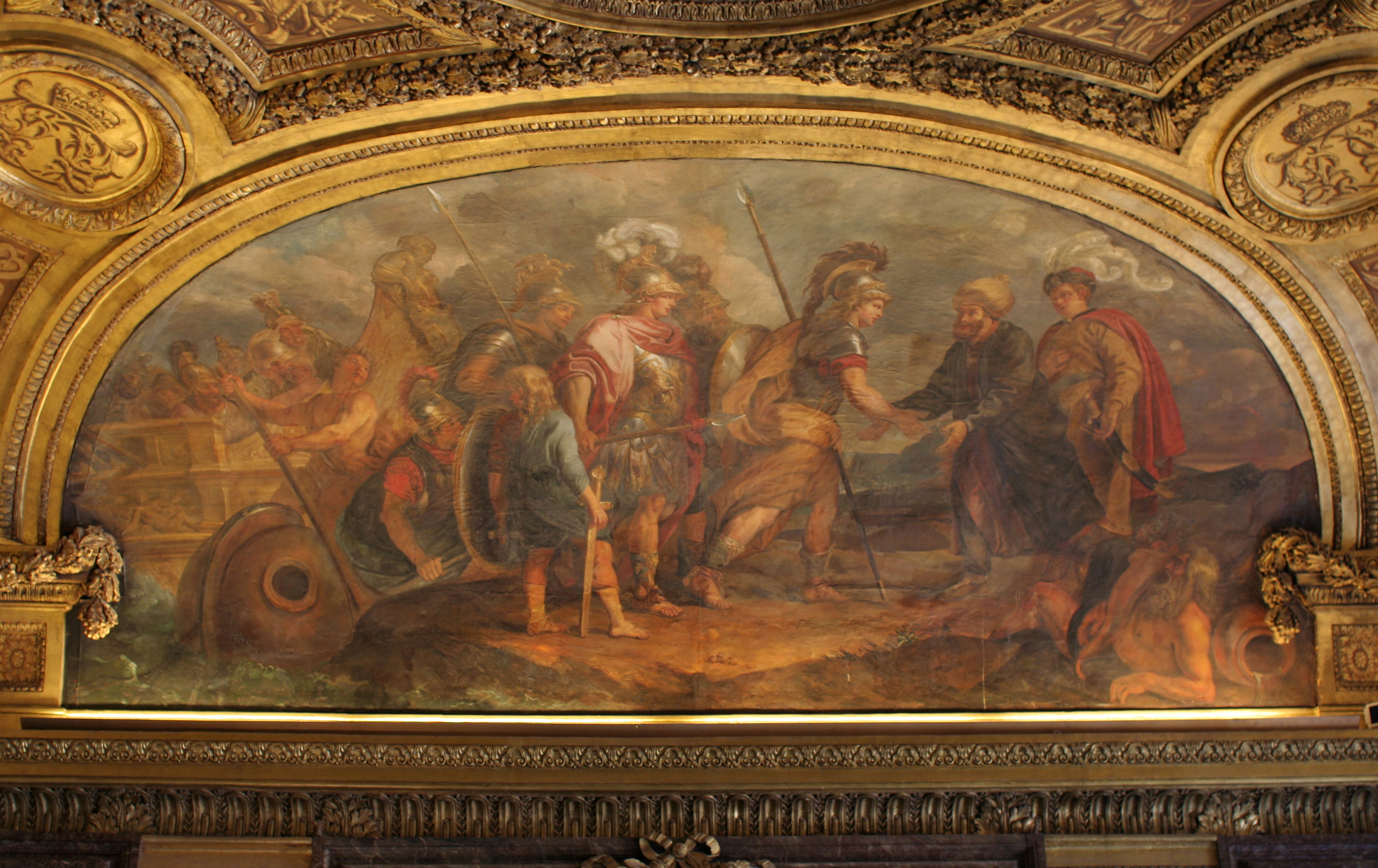
Jason et les Argonautes débarquant en Colchide au Château de Versailles (Charles de La Fosse).

Dans l'historiographie géorgienne, Éétès n'est pas qu'un personnage mythique, mais un roi semi-légendaire de la Colchide, qui règne à la fin de l'Âge du bronze (vers le XIIIe siècle av. J.-C.). Cette supposition se fonde sur les historiens romains qui l'ont traité comme un roi historique (Arrien, Strabon, Zosime), mais aussi sur certaines similitudes entre mythe et réalité (notamment l'invasion par les Scythes racontée par Flaccus et par les historiens géorgiens médiévaux). La version historiciste présente le règne d'Éétès comme l'indépendance de la Colchide de la sphère d'influence égyptienne. En utilisant les récits gréco-romains et les découvertes archéologiques correspondant à la fin de l'Âge du bronze, la création de la première armée et marine de guerre colchidienne est attribuée à Éétès, ainsi que celle d'un État centralisé, après la soumission des tribus géorgiennes et caucasiennes vivant aux alentours de la Transcaucasie. En interprétant les versions tardives du mythe, Éétès devient un roi puissant, qui unifie les princes indépendants de la Transcaucasie occidentale et devient le suzerain de la Tauride et de la Mitanni. L'historien Roïn Metreveli considère Éétès comme l'un des plus grands souverains diplomates de l'histoire géorgienne.
Selon Nodar Assatiani, le mythe d'Éétès est une tentative faite par les auteurs grecs afin d'expliquer le progrès de la métallurgie et de l'agriculture en Colchide, ainsi que le vaste pouvoir de la contrée. Il est aussi possible qu'Apollonios ait inventé les liens entre Éétès et Héphaïstos pour symboliser l'importance de la technologie à Aïa, tandis que le bronze de ses taureaux représente le fait que la Colchide d'Éétès existe durant l'Âge du bronze. Ces interprétations ont mené Chochitachvili à trouver dans Éétès un monarque puissant qui encourage une révolution agricole dans son pays (dont une culture massive du chanvre), développe la pêche industrielle et la viticulture et encourage l'exploitation de l'or, confiée à la tribu svane des Missimiens (renommée pour son utilisation de toisons pour récolter des paillettes d'or dans les fleuves de Svanétie), puis en exportant cet or jusqu'en Crète.
Tout comme le mythe de la guerre de Troie, il est possible que la Colchide d'Éétès possède certains éléments historiques, mais le manque de fouilles archéologiques en Géorgie occidentale moderne (comme cela a été fait à Hisarlık pour Troie) empêche de confirmer cette théorie. L'explication géorgienne du mythe voit dans Éétès un roi qui tente de défendre son royaume contre des envahisseurs grecs et, dans la demande de la toison d'or par les Argonautes, une demande de tribut par les Grecs. D'après Gagua, l'histoire des Spartes est une allégorie pour montrer comment les Grecs ont utilisé la division au sein des tribus caucasiennes pour soumettre la Colchide.
L'archéologue Akaki Tchantouria, partisan de l'historicité du roi de Colchide, a retrouvé lors d'une fouille en Iméréthie un masque mortuaire d'or qu'il a nommé le « masque d'Éétès ». Guorgui Kalandia, directeur du Musée d'histoire culturelle de Tbilissi, suit cette théorie : tandis que les masques mortuaires sont communs en Colchide, celui-ci contient des symboles du soleil. Le masque est aujourd'hui conservé au Musée d'histoire et d'architecture du Palais des Dadiani à Zougdidi.

### Le mythe des Argonautes et la question des colonies colchidiennes

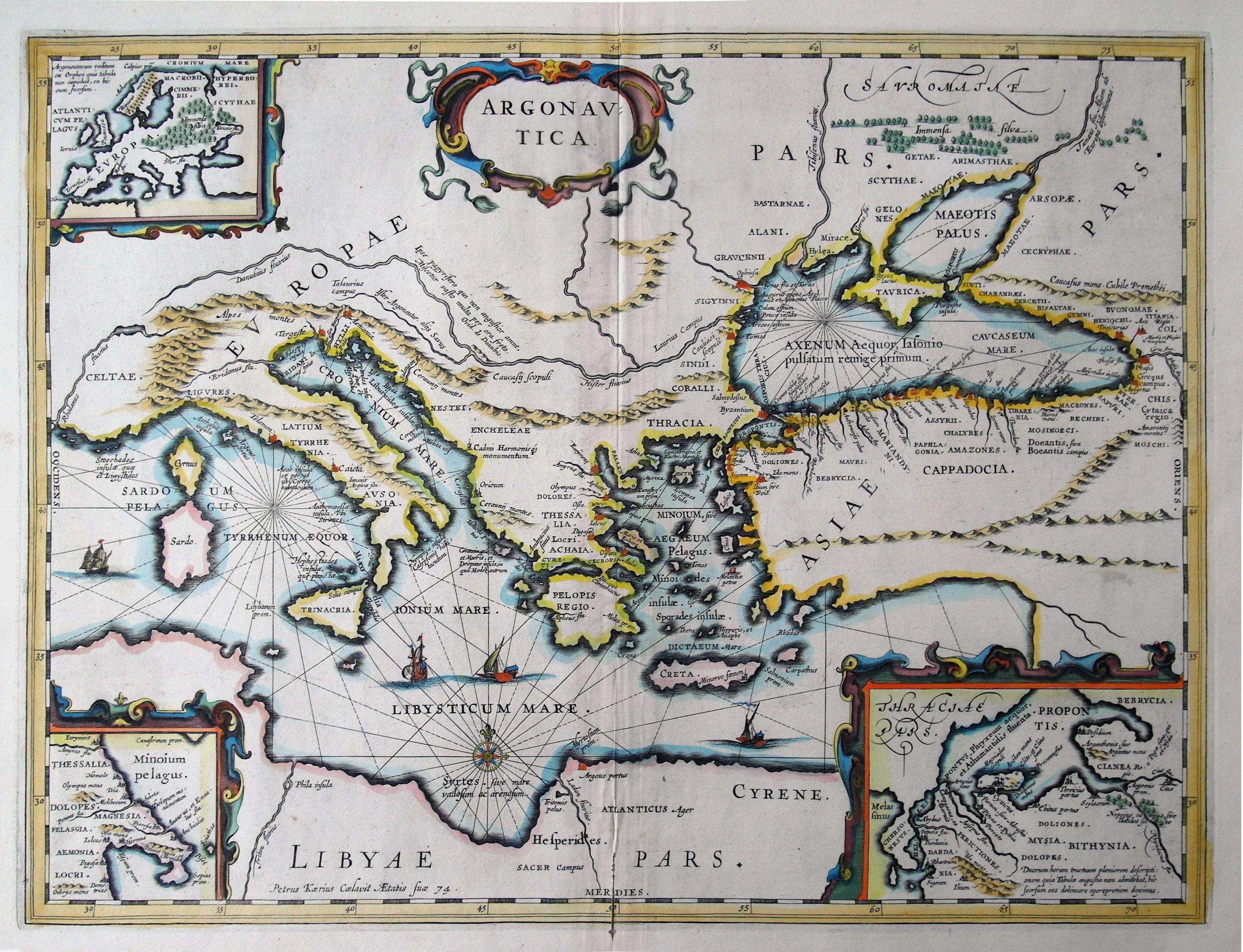
Carte du voyage des Argonautes (1645).

Tandis que le mythe des Argonautes a longtemps été vu comme une allégorie de l'expansion coloniale et militaire des Grecs, un élément moins souvent étudié est la colonisation colchidienne, symbolisée dans de nombreux passages des différentes versions du récit.
Pindare décrit la façon dont le voyage de retour des Argonautes mène à la fondation du royaume de Cyrène[réf. nécessaire].

Carte des Absyrtides.

Selon Apollonios de Rhodes, les troupes colchidiennes envoyées par Éétès à la chasse de l'Argo décident de s'établir à certains endroits de leur route pour éviter de retourner auprès d'un roi impitoyable et coléreux. Ainsi, ils fondent les Absyrtides dans la mer Adriatique, là où le prince Absyrte est assassiné. Quand d'autres soldats échouent dans leurs négociations avec Alcinoos, ils s'établissent à Drepanum avec les Phéaciens, jusqu'à leur expulsion par les Bacchiades, les forçant à vivre sur une île déserte. C'est depuis cette île qu'ils colonisent les Monts Cérauniens, Oricum et les Balkans. Dans les Argonautiques, les îles liburniennes sont déjà peuplées par des Colchidiens avant le voyage des Argonautes.
D'après Callimaque de Cyrène, les exilés colchidiens s'établissent à travers l'Illyrie et construisent la ville de Pola près du temple d'Harmonie. Les Grecs ont nommé cette ville la « Cité des exilés » et Gordeziani trouve un lien entre Pola et Rbola (რბოლა, « courir » en proto-kartvélien).
Strabon confirme aussi la présence de Colchidiens jusqu'en Crète et en Italie, et Pline l'Ancien mentionne des villes colchidiennes dans l'Adriatique, dont Colchinium (l'Ulcinj moderne). Nadareishvili utilise l'enquête de Strabon pour justifier les similarités entre Mycéniens de Crète, Étrusques d'Italie et Géorgiens de Colchide et trouve un lien direct avec la mythologie grecque : Éétès règne en Colchide, Pasiphaé sur la Crète et Circé en Italie.
Étienne de Byzance fait de Panticapaeum une colonie colchidienne construite sous Éétès[réf. nécessaire].
Il existerait des liens entre la Colchide et les villes adriatiques, confirmés par les découvertes archéologiques montrant des artefacts colchidiens datant des XVe – XIe siècles av. J.-C. en Italie ainsi que dans la vallée du Danube (IIe millénaire av. J.-C.). Gordeziani identifie de nombreuses similitudes dans les vocabulaires colchidiens et macédoniens, indiquant une possible origine zane pour les deux. D'autres indices supposent un contact proche entre Colchide et Crète durant la période mycénienne.
Il n'existe pas d'accord, parmi les auteurs antiques, sur le voyage de retour des Argonautes. Cependant, chaque version démontrerait une possible présence colchidienne hors de la Transcaucasie, de la mer Caspienne à la Volga et de la mer Baltique à l'Europe occidentale. Certains pensent qu'Apollonios de Rhodes aurait réécrit ses Argonautiques après avoir été exilé à Rhodes pour son premier ouvrage, dans lequel il décrit une Colchide puissante et en compétition avec les Phéniciens pour la domination de la Méditerranée.
Gordeziani compare ces versions à la théorie de l'émigration kartvélienne vers la mer Égée vers la fin du IIIe millénaire avant notre ère.

### Éétès, Hattusili, Éthiopie
Une opinion minoritaire refuse de faire d'Éétès un monarque de la Transcaucasie occidentale. Le philologue allemand Paul Dräger situe Aïa en Éthiopie, et critique le nationalisme des érudits géorgiens qui supposent, sans douter, que la Colchide se trouverait en effet en Géorgie, une vue toutefois critiquée par Gordeziani, qui cite les nombreuses marques géographiques utilisées par Apollonios pour situer le royaume d'Éétès sur le Pont Euxin.
La théorie de Iuri Mosenkis identifie Éétès avec le roi Hattusili III, un souverain hittite qui règne de -1267 à -1232. Pour soutenir cette hypothèse, Mosenkis trouve de nombreuses similarités entre le mythe et le règne d'Hattusili, dont :
- la similarité entre le nom de Phrixos et la province de Phrygie (le nom grec pour le Mouska des Hittites) ;
- la ressemblance des noms Éétès et Hattusili et les occurrences « Aïa-Éétès » et « Hatti-Hattusili » ;
- la titulature des souverains hittites qui se nomment « mon Soleil » ;
- les filles d'Éétès sont Médée et Chalciope, tandis que les filles d'Hattusili sont Maat-hor-neferure (dont les périples à travers la mer Méditerranée pour son mariage en Égypte sont connus) et Kilouchepa ;
- la ressemblance entre les noms de Moursilis (frère d'Hattusili) et de Persès ;
- la ressemblance entre Cytaéa (l'Aïa d'Apollonios) et Cotyaéum (une ville riche en or en Anatolie), ou encore entre Aïa et Ahhiyawa, le nom de la Thessalie pour les Hittites.

Mikheïl Tamarachvili, qui utilise les descriptions stellaires dans les nombreuses versions du mythe des Argonautes, date le voyage de Jason en Colchide aux alentours de -1292. Cette date correspond au règne hittite de Muwatalli II, le frère d'Hattusili. Durant cette période, Hattusili sert comme gouverneur des provinces méridionales du royaume hittite.

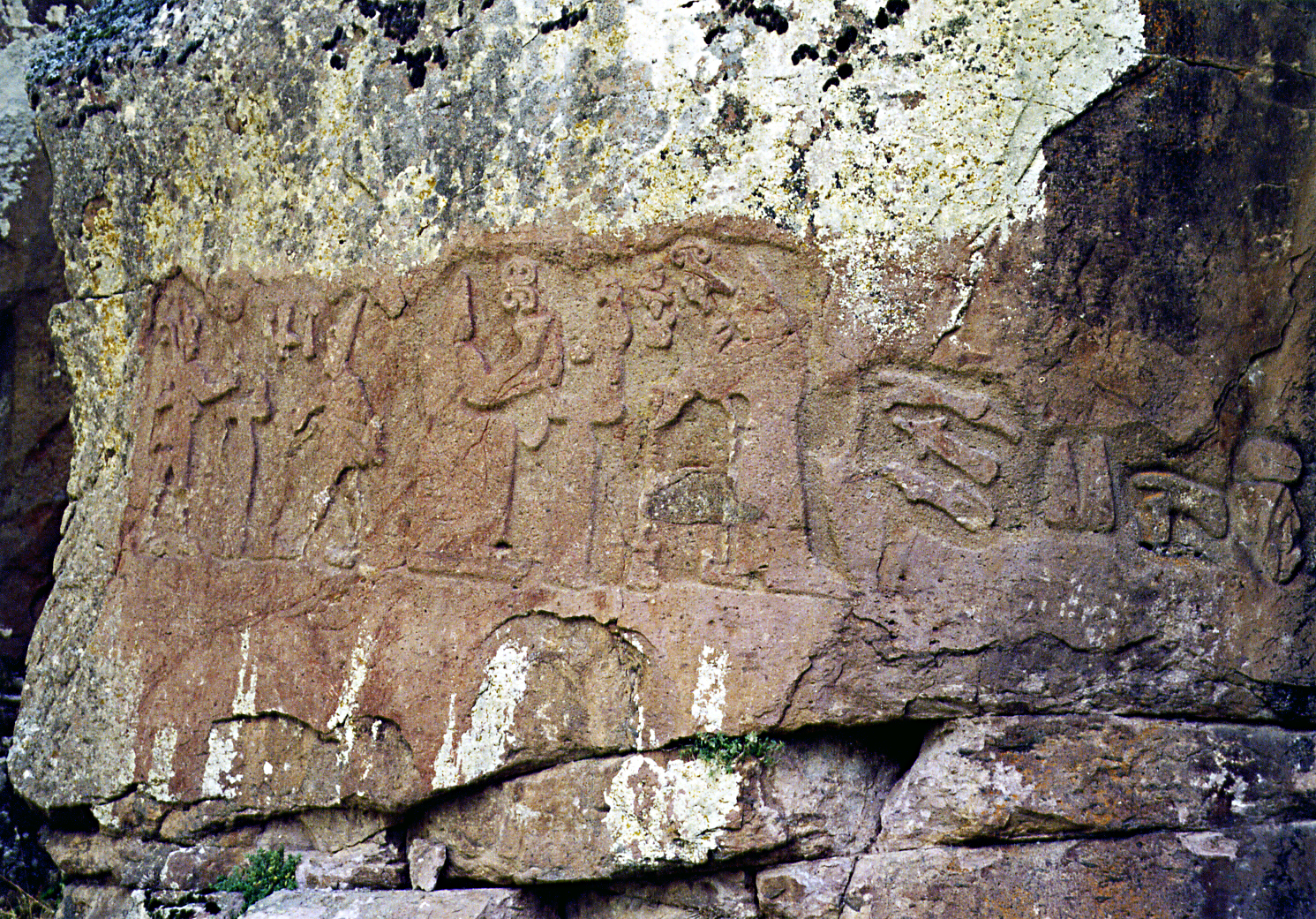
Gravure d'Hattusili III.

#### Sources antiques
- Apollonios de Rhodes, Argonautiques [détail des éditions] [lire en ligne].
- Argonautiques orphiques [détail des éditions] [lire en ligne].
- Hésiode, Théogonie [détail des éditions] [lire en ligne].
- Ovide, Héroïdes [détail des éditions] [lire en ligne].
- Valerius Flaccus, Argonautiques [détail des éditions] [lire en ligne].
- Pseudo-Apollodore, Bibliothèque [détail des éditions] [lire en ligne].